# Zea mays

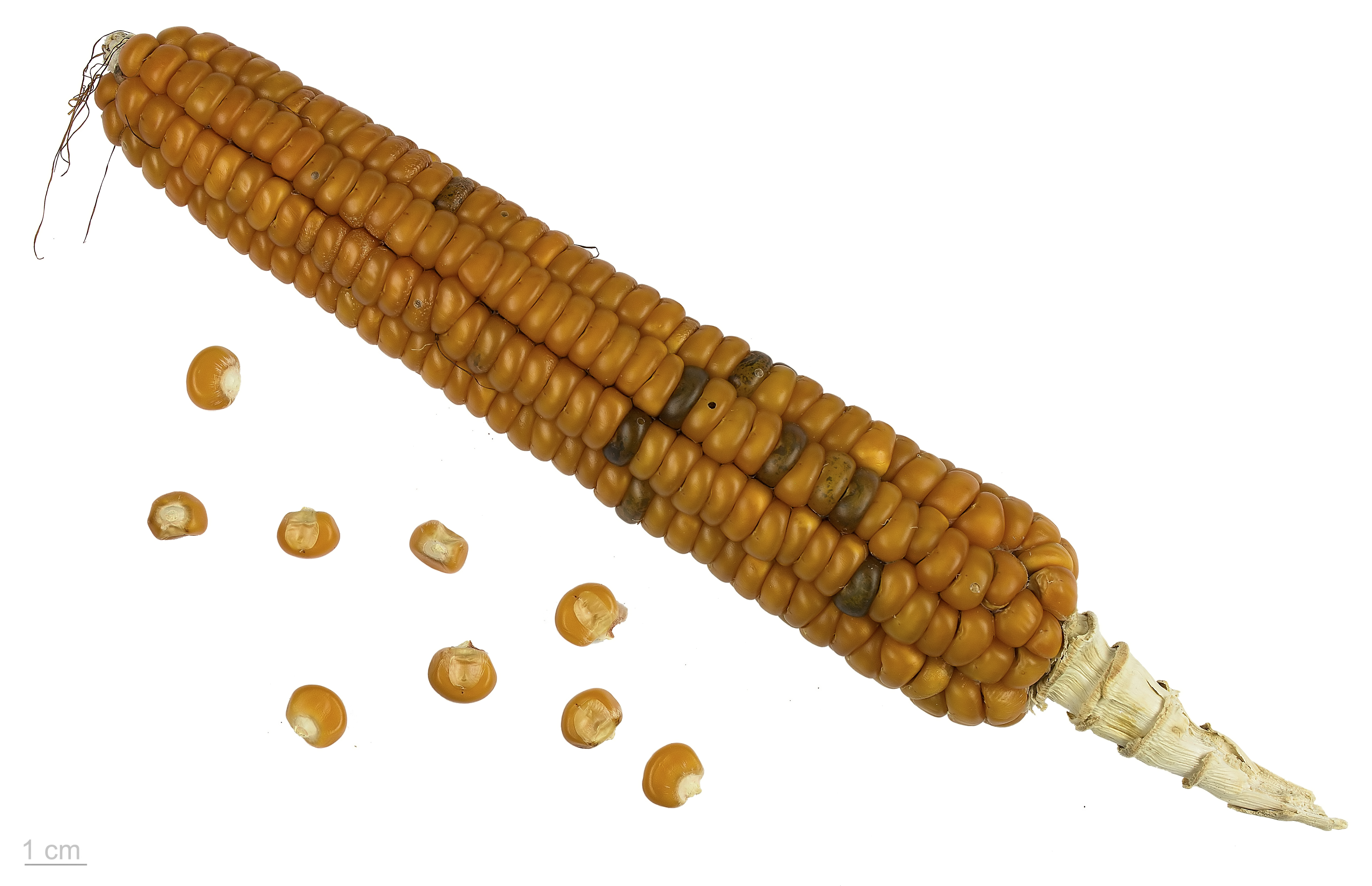
Zea mays ‘Ottofile giallo Tortonese’, Museo de Toulouse.

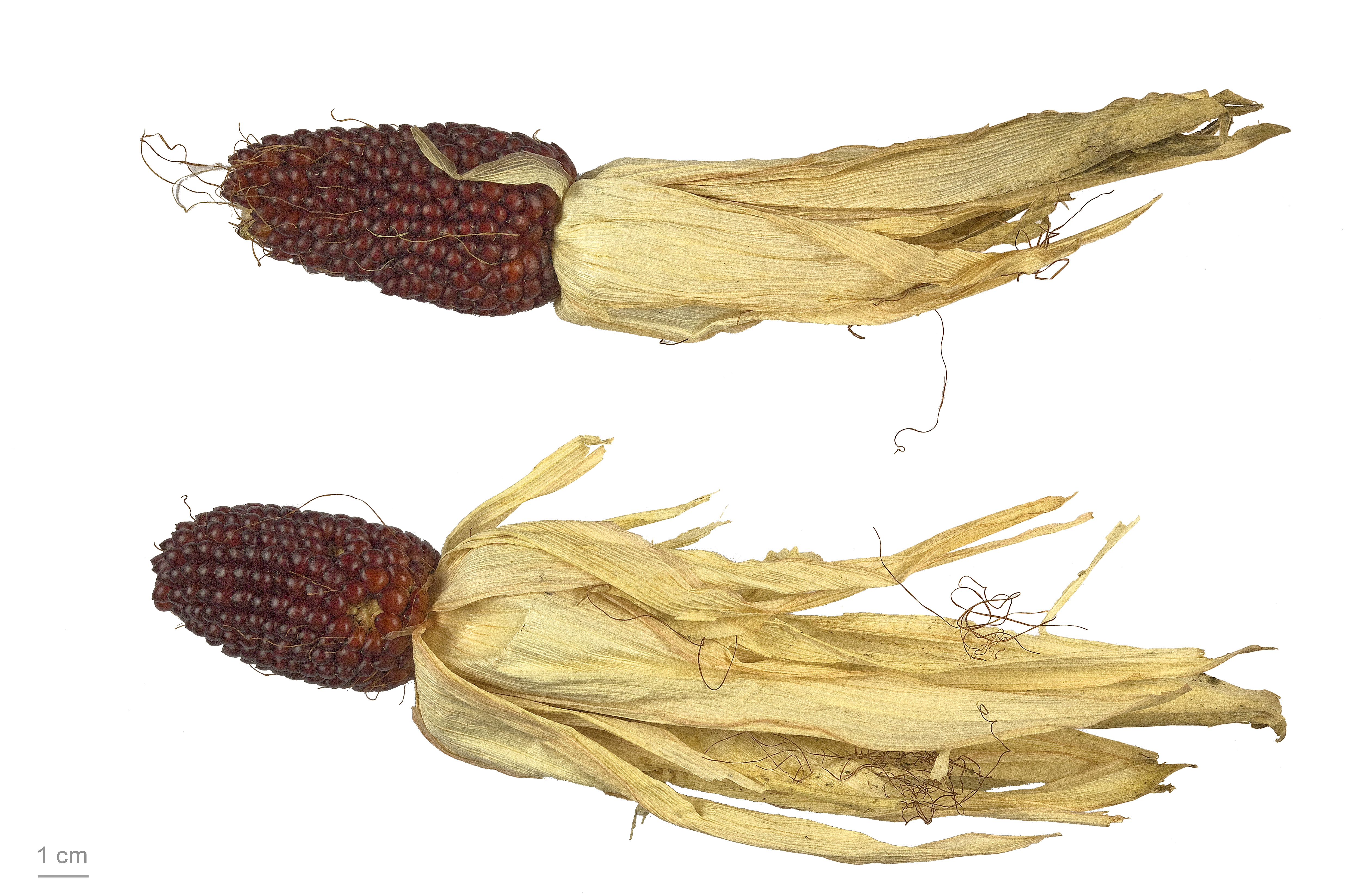
Zea mays «Erdbeermais», «maíz de fresa», Museo de Toulouse.

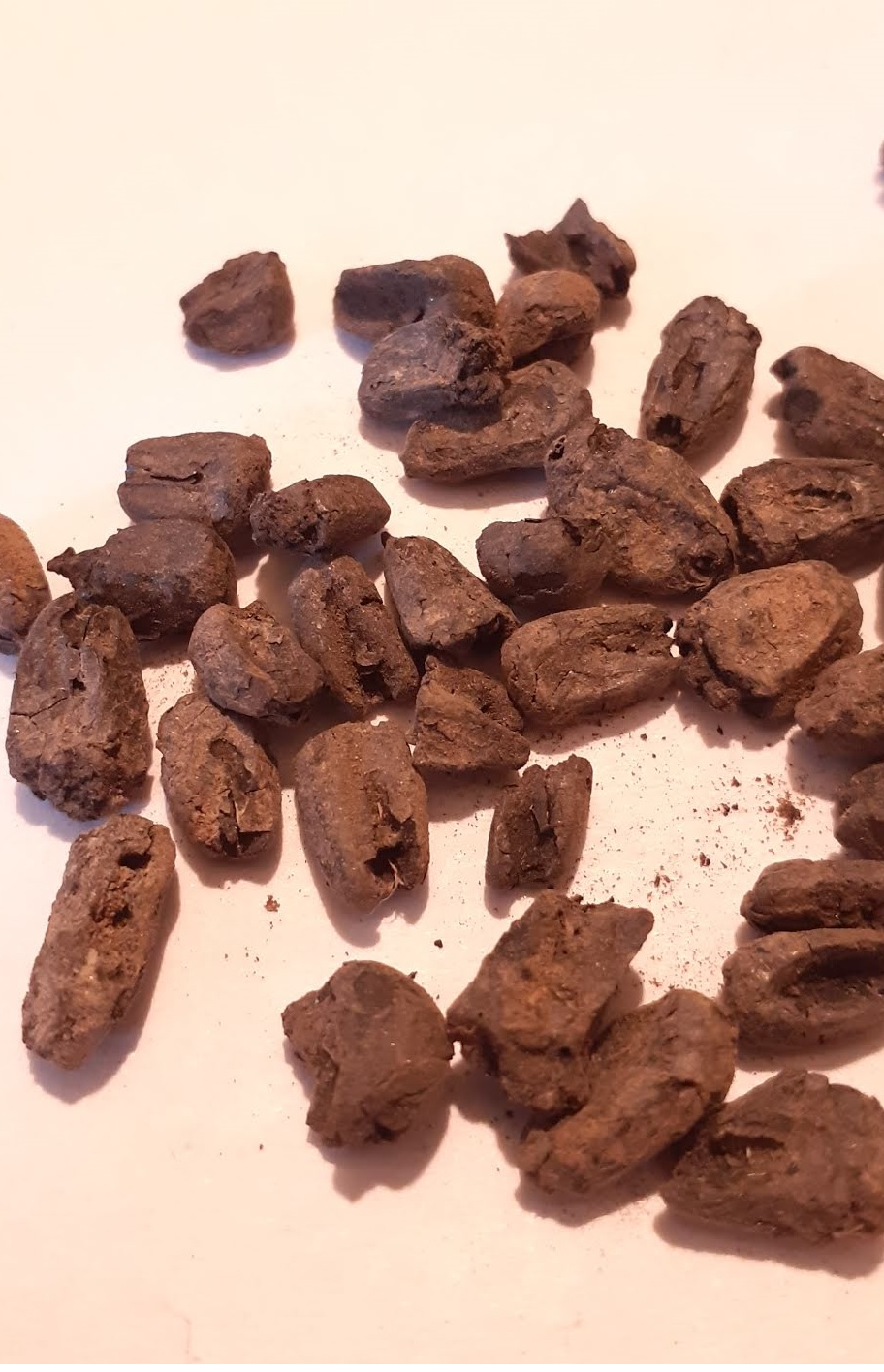
Granos carbonizados de diversos tipos de maíces, hallados en el sitio arqueológico La Estancia del Valle de Hualfín (Catamarca, Argentina), ocupado en el.

El maíz (Zea mays) o choclo es una especie de planta gramínea originaria de Mesoamérica. Su infrutescencia femenina se llama mazorca, elote o choclo y allí crecen granos comestibles. Su cultivo se inició hace doce mil años aproximadamente en el Eje Neovolcánico de México, y se propagó por el resto del continente mucho antes de la llegada de los europeos, quienes, a su vez, lo llevaron a Europa en el siglo XVI. Actualmente es el cereal con el mayor volumen de producción a nivel mundial seguido por el trigo y el arroz.

## Taxonomía
Zea mays fue descrita por Carlos Linneo y publicada en Species Plantarum 2: 971–972, en 1753.

#### Etimología
Zea: proviene del latín Zĕa, nombre usado por el escritor romano Plinio el Viejo (en su libro: Historia naturalis,18, 81) para referirse al: Triticum spelta (espelta),y usado por Linneo como nombre para el género.
mays: variación ortográfica latina proveniente del vocablo taíno mahís; «lo que sustenta la vida», y alude al nombre popular de la infrutescencia. Elegido por Linneo para la especie.

## Terminología
Los indígenas taínos del Caribe denominaban a esta planta mahis, que significa literalmente ‘lo que sustenta la vida’. Entre los pueblos andinos de habla quecha se lo llama: sara (del quechua), aba entre los muisca) y centli o cintli, de origen náhuatl, en Mesoamérica. En España recibió también los nombres de: millo, (del latín milĭum, mijo, a través del galaicoportugués), oroña, panizo o borona. En Italia fue denominado: granturco o grano turco, blé d’Inde en el Canadá francófono y corn (de indian corn) en inglés estadounidense.
Cada cultura americana prehispánica, en su respectivo idioma, llamaba y sigue llamando al maíz de forma diferente:
| Idioma    | Nombre |
| --------- | ------ |
| Náhuatl   | cintli |
| Maya      | ixi'im |
| Mixteco   | nuni   |
| Tsotsil   | ajan   |
| Purépecha | tsíri  |
| Tlapaneco | exí    |
| Chol      | ixim   |
| Zoque     | øjksi  |
| Otomí     | dëtha  |
| Mazahua   | trjöö  |
| Quechua   | sara   |
| Guaraní   | avatí  |
| Aymara    | tunqu  |
| Muisca    | aba    |

### Nombres regionales
Entre los pueblos de Hispanoamérica, el maíz tiene distintos nombres regionales. Al igual que en el caso de otras plantas de consumo, el fruto suele ser llamado de manera diferente respecto de la planta. Lo mismo sucede con partes de la planta o con sus preparaciones.
- En el sudeste de España, el raquis o mazorca de maíz se denomina «panocha», el tronco «jopo» y las hojas «perfollas». En Canarias a la planta se le denomina «millo» y la mazorca es llamada: «piña de millo».
- En Colombia, la planta y el fruto se denominan «maíz», y «mazorca» a la espiga con los granos. Al raquis de maíz sin granos se llama: «tusa». El maíz tierno se conoce como «choclo» o «chócolo» en el sur del país y la cuenca alta y media del río Cauca. Recientemente, en algunos lugares de la cordillera oriental se le ha empezado a denominar nuevamente «aba».
- En varios países de Sudamérica, el raquis de maíz recibe el nombre de «sara sara» o «choclo» (del quechua chuqllu, maíz tierno) y los granos simplemente «sara».
  - En parte de Colombia, Ecuador, Perú, Bolivia (ya que pertenecieron al Imperio de los incas) al raquis de maíz se le llama sara sara (plural de sara, al referirse a la mazorca conformada por muchos granos), choclo, a los granos mote (cuando es cocinado) o choclo, a la mazorca sin granos se le denomina coronta (en Argentina: marlo) y al envoltorio del choclo (hojas) se le llama panca o chala (referido a los tallos y hojas luego de la cosecha). En Ecuador la mazorca sin granos se conoce también como tusa y al maíz tierno se le llama choclo.
- En México y en Centroamérica, se usa «maíz» para designar a la planta y en algunas zonas al grano, pero al raquis de maíz y los granos reciben el nombre de elote, que viene del nombre náhuatl elotl,[12] mientras que al raquis de maíz sin grano se les llama olote. Al raquis de maíz tierno e inmaduro, se le conoce como jilote, del náhuatl xilotl. Otro importante vocablo nahua para referirse tanto a la planta como al inflorescencia femenina es centli, por ejemplo, dentro de la palabra cacahuazintle, que se refiere al maíz de granos grandes, como de cacao. Para hablar del grano suelto, se utiliza la palabra tlayoli (variante de tlaōlli), todavía de uso común en el estado mexicano de Oaxaca, donde se le encuentra atado a numerosos mitos y leyendas autóctonas.Sin embargo, en esta lengua se le conoce como centli[13] o cintli[14] refiriéndose al raquis de maíz seco y curado.[15]
- En Paraguay, en lengua guaraní se lo denomina: avatí o abatí.
- En los países del Cono Sur, tanto la planta como su fruto son conocidos como «choclo», que deriva del quechua chuqllu.[16]
- En Venezuela recibe el nombre de «maíz» el conjunto de planta y fruto, además de «jojoto» que es la mazorca tierna, con la cual se elaboran platos tradicionales de la gastronomía venezolana, como la arepa y la cachapa, entre otros.

## Historia

### Origen

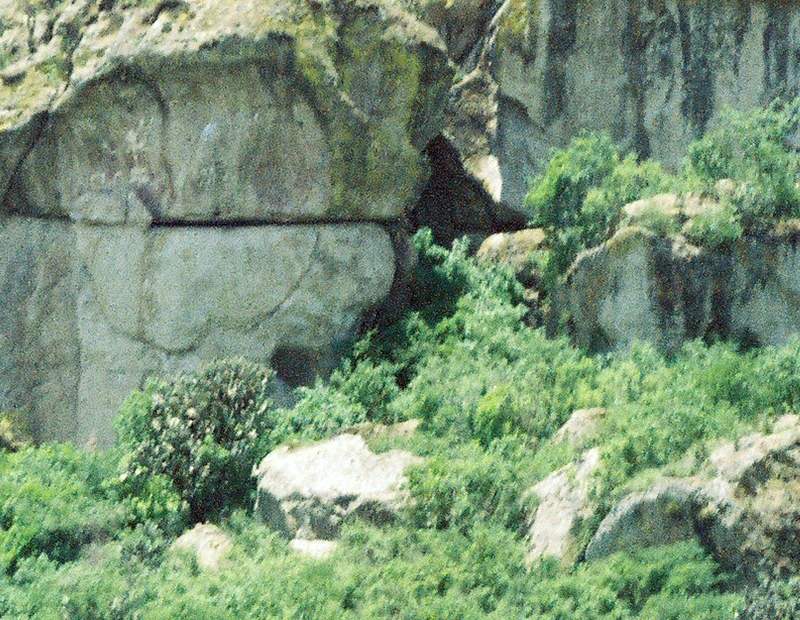
La cueva de Guilá Naquitz en Oaxaca, México, donde se hallaron las evidencias más antiguas del consumo del teocintle y de su domesticación, que llevaría a su transformación en el maíz moderno.

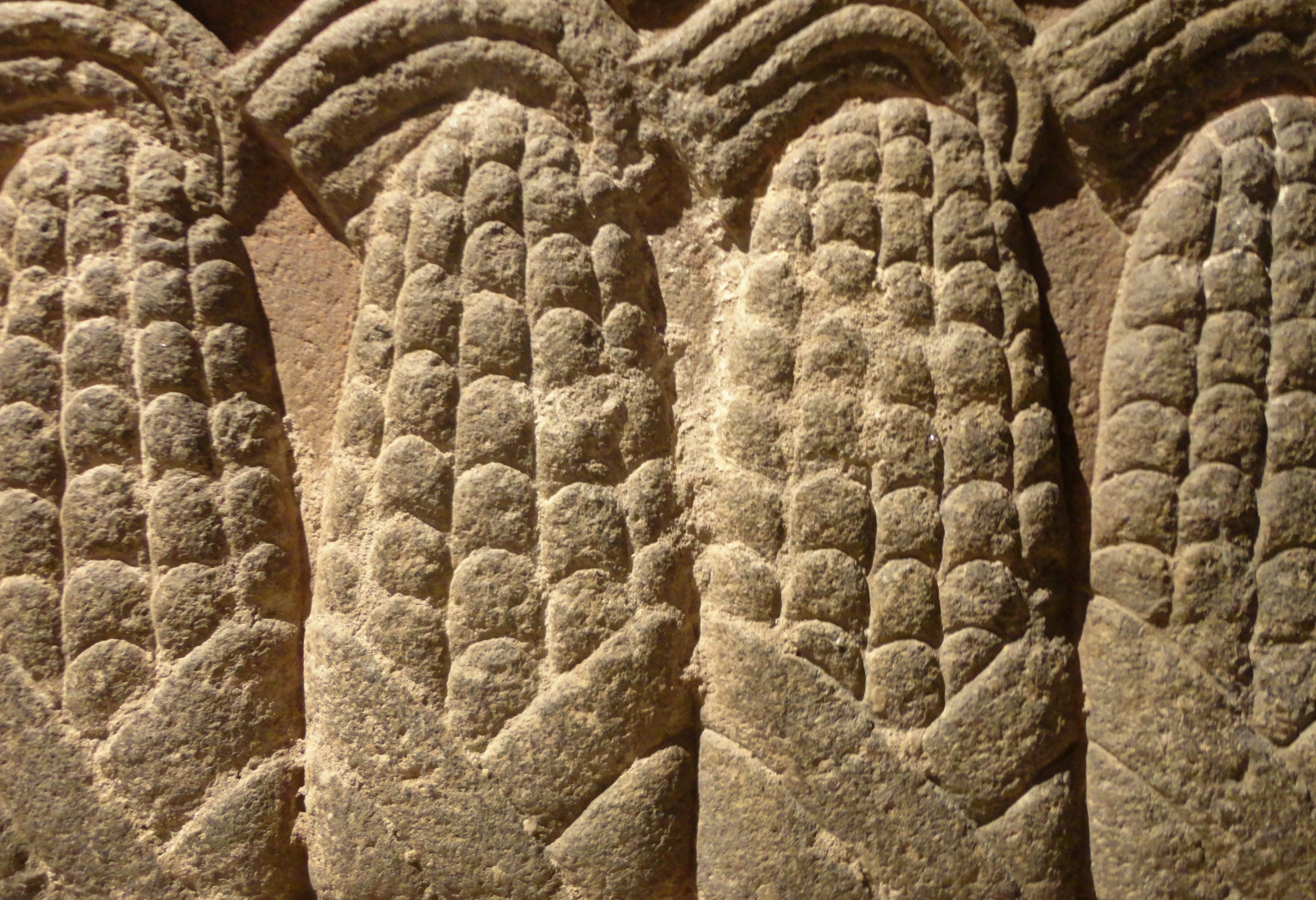
Antiguo grabado mesoamericano representando maíz, Museo Nacional de Antropología de México.

Vaso de cerámica que representa a un roedor sobre una mazorca de maíz. Cultura moche (200-800 d. C.), Perú. Museo de Arte de Cleveland.

Estudios genéticos han demostrado que el maíz surge de crianza selectiva de una gramínea silvestre, el teosinte, común en Mesoamérica. Antes la mayoría de los historiadores creían que la domesticación del maíz se llevó a cabo en los valles de Tehuacán, Puebla y Oaxaca, en el denominado Eje Neovolcánico. basado en restos arqueológicos de plantas de maíz en el Municipio de Coxcatlán en el valle de Tehuacán, que —se estima— datan de hasta hace nueve mil años.En Sudamérica, los ejemplares arqueológicos más antiguos de maíz cultivado datan del 6700 AP.
Los olmecas y los mayas cultivaban numerosas variedades de maíz a lo largo de Mesoamérica y lo preparaban cocinado, molido o procesado a través de la nixtamalización. Para los mayas, el maíz era lo principal en su cultura milenaria. Representaba su sustento diario e incluso formaba parte de su mitología. En el Popol Vuh, el maíz es representado como un signo especial para los indígenas mesoamericanos, y se considera el material principal del que fueron construidos los humanos por los dioses. Similar importancia tuvo en los Andes Centrales, cuyas culturas precolombinas (especialmente los moche y chimú) representaron ampliamente el maíz en sus expresiones artísitcas. Entre los incas, las bebidas fermentadas hechas con este cultivo (chicha) fueron de uso obligatorio en los rituales.
La región desarrolló una red de comercio basado en los excedentes y las variedades de cultivos de maíz. Después del contacto europeo con América, a finales del siglo XV y principios del XVI, los exploradores y comerciantes llevaron maíz en su regreso a Europa y así fue introducido en otros países del mundo.

### Europa

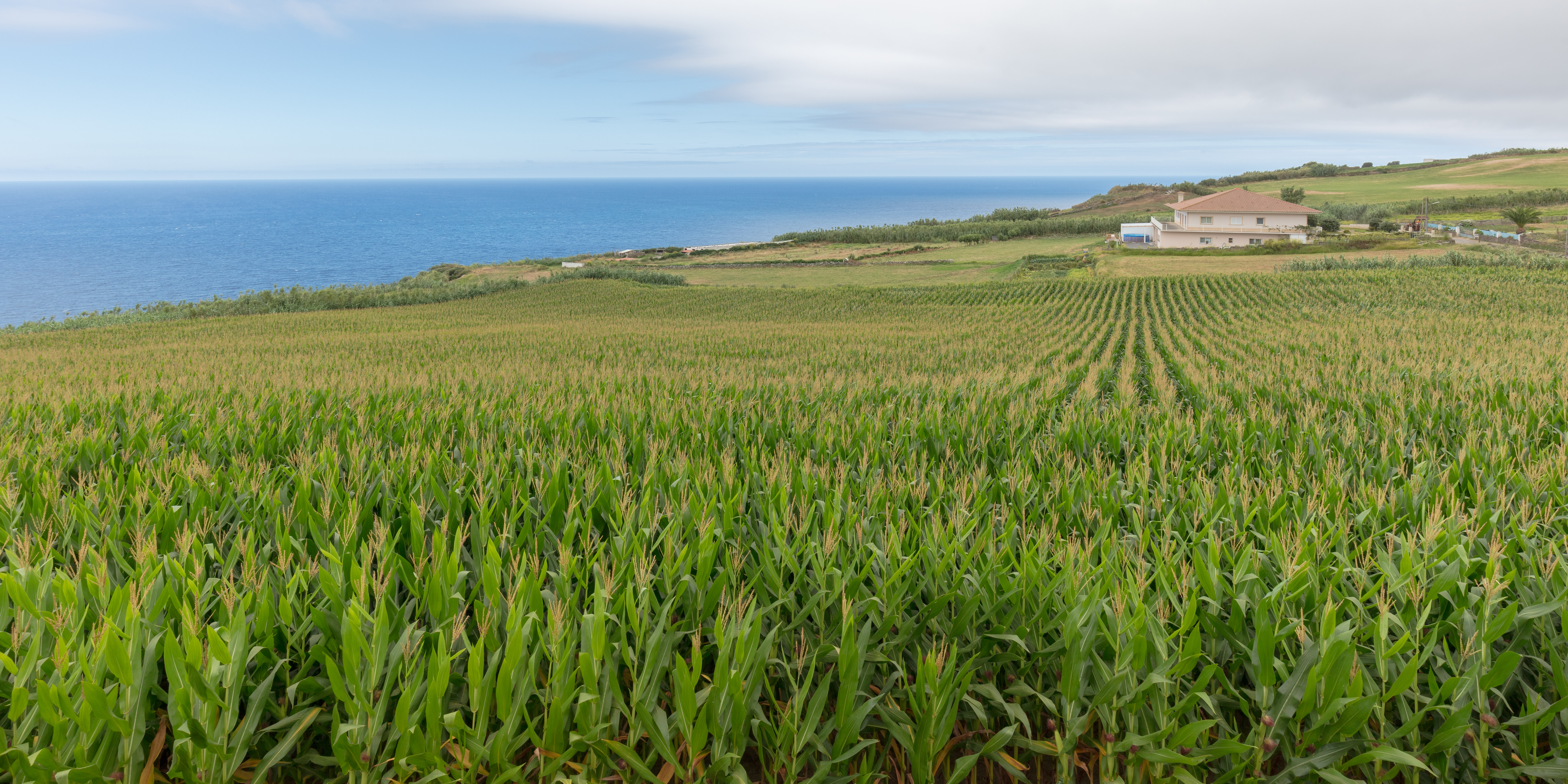
Maizal en la isla de San Miguel, Azores.

El maíz fue una de las especies adoptadas por los colonizadores europeos en América.
En Galicia y en la cornisa Cantábrica el maíz se adaptó muy bien a la climatología local, y dado el alto rendimiento de aquellos cultivos (si bien esas regiones no son actualmente las de mayor producción de maíz en España) su explotación se fue extendiendo hacia toda Europa. Esta temprana adopción, muy probablemente, fue debida a su semejanza con los cereales europeos (el maíz supuso la desaparición del cultivo del mijo, por ejemplo, cuyo nombre adoptó en algunos lugares), a diferencia de otras plantas, como la papa, que eran más extrañas y hasta sospechosas. Sin embargo, no fue importante para la alimentación de los europeos hasta bien entrado el siglo XIX.
Podemos decir que el cultivo del maíz fue causa y consecuencia de la Revolución Industrial en la agricultura: el maíz aumentó el rendimiento de la superficie cultivada y permitió la estabulación de los animales, que empezaron a ser alimentados con piensos, mientras producían el estiércol necesario para abonar los cultivos.
El maíz constituyó desde entonces una parte muy importante de la dieta tanto humana como animal en Europa.
Es importante destacar que, si bien se introdujo el cultivo del maíz en Europa, no sucedió lo mismo con el proceso que lo hacía más nutritivo y adecuado para el consumo humano: la nixtamalización. El desconocimiento de este proceso en la cultura popular europea desencadenó epidemias de pelagra en aquellos sectores de la población que habían adoptado el maíz como alimento básico. Esta vicisitud, unida al hecho de que se importó un pequeño número de variedades que no eran las más idóneas para el consumo humano, terminó en la progresiva desaparición del maíz de la cultura gastronómica popular (aunque se mantiene en casos puntuales, como el pan de maíz o el talo del norte de España y el suroeste de Francia). Actualmente la mayor parte de la producción se dedica a la elaboración de alimentos industriales para consumo humano, y a la elaboración de piensos para animales.

## Tipos de maíz
El maíz se extendió al resto del mundo debido a su capacidad de crecer en climas diversos. Las variedades ricas en azúcar, llamadas maíz dulce, se cultivan generalmente para el consumo humano como granos, mientras que las variedades de maíz de campo se utilizan para la alimentación animal, la elaboración de derivados para alimentación humana (harina, masa, aceite y, mediante fermentación, bebidas alcohólicas como el whisky bourbon) y la obtención de productos químicos como el almidón. A nivel mundial existe varios tipos de maíz tal vez unos 200 tipos pero los más cultivados son:
- Maíz amarillo
- Maíz blanco
- Maíz morado

## Descripción

#### Raíz
La planta tiene dos tipos de raíz. Las primarias son fibrosas y presentan además raíces adventicias, que nacen en los primeros nudos por encima de la superficie del suelo. Ambas tienen la misión de mantener a la planta erecta; sin embargo, por su gran masa de raíces superficiales, es susceptible a la sequía y a caídas por grandes vientos (acame), e intolerante a suelos deficientes en nutrientes.
Requiere una profundidad fisiológica de entre 60 a 80 cm de suelo.

#### Tallo
El tallo está compuesto a su vez por tres capas: una epidermis exterior, impermeable y transparente, una pared por donde circulan las sustancias alimenticias y una médula de tejido esponjoso y blanco donde almacena reservas alimenticias, en especial azúcares.

#### Hojas
Las hojas toman una forma alargada íntimamente arrollada al tallo, del cual nacen las espigas o raquis de maíz. Cada raquis de maíz consiste en un tronco u olote que está cubierto por filas de granos, la parte comestible de la planta.

#### Inflorescencia
Es una planta monoica de flores unisexuales; sus inflorescencias masculinas y femeninas se encuentran bien diferenciadas en la misma planta:
- La inflorescencia masculina es terminal y se conoce como panícula, panoja, espiga y miahuatl en náhuatl, compuesta por un eje central o raquis y ramas laterales; a lo largo del eje central se distribuyen los pares de espiguillas de forma polística y en las ramas con arreglo dístico, y cada espiguilla está protegida por dos brácteas o glumas, que a su vez contienen en forma apareada las flores estaminadas; en cada florecilla componente de la panícula hay tres estambres donde se desarrollan los granos de polen.
- Las inflorescencias femeninas se localizan en las yemas axilares de las hojas; son espigas de forma cilíndrica que consisten en un raquis central u olote donde se insertan las espiguillas por pares, cada espiguilla con dos flores pistiladas, una fértil y otra abortiva, que se arreglan en hileras paralelas. Las flores pistiladas tienen un ovario único con un pedicelo unido al raquis, un estilo muy largo con propiedades estigmáticas donde germina el polen.

#### Granos
En el raquis de maíz, cada grano o semilla es un fruto independiente llamado cariópside que está insertado en el raquis cilíndrico u olote; la cantidad de grano producido por cada raquis de maíz está limitada por el número de granos por hilera y de hileras por raquis.

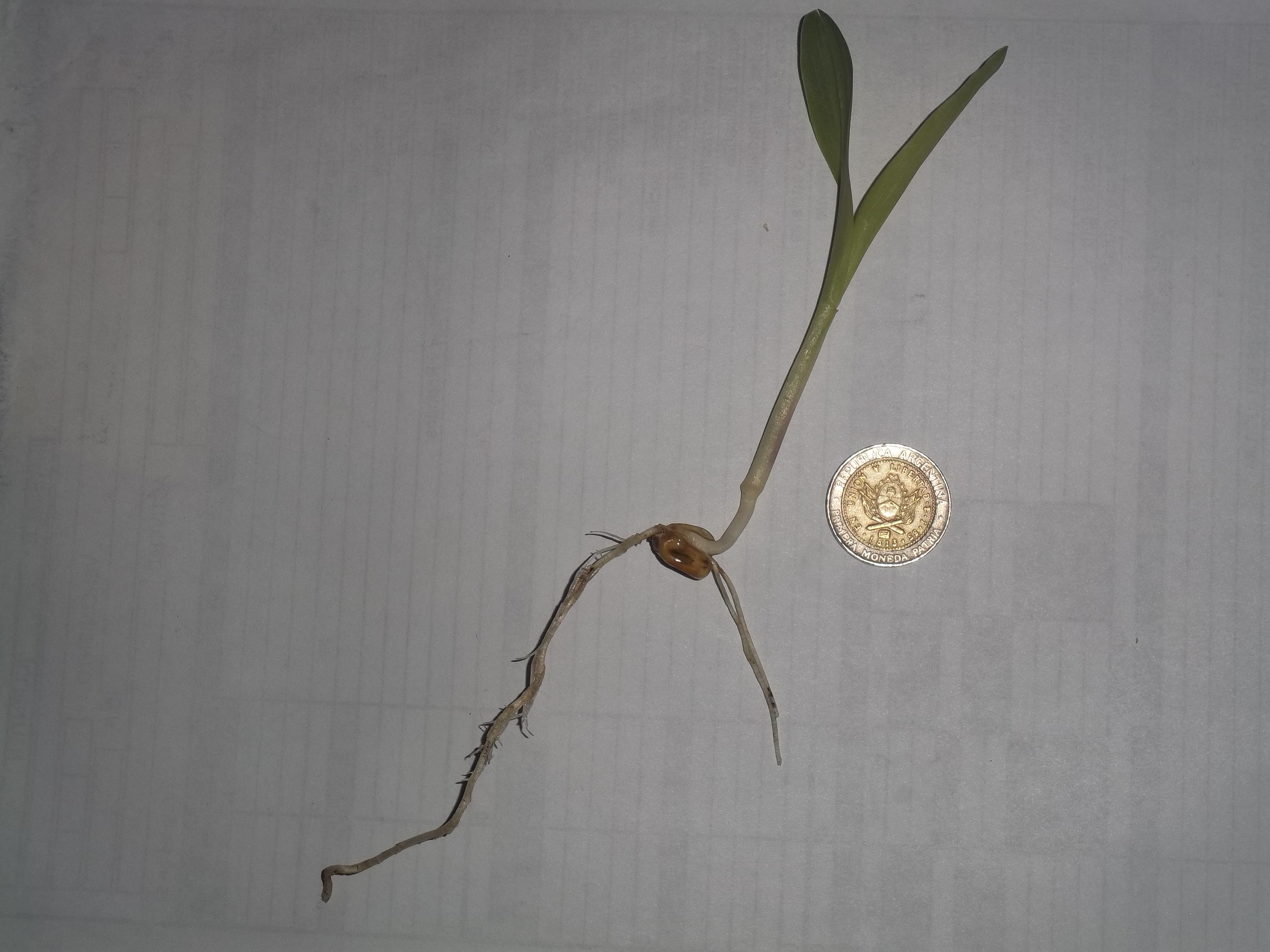
Grano de maíz germinando.

### Genética

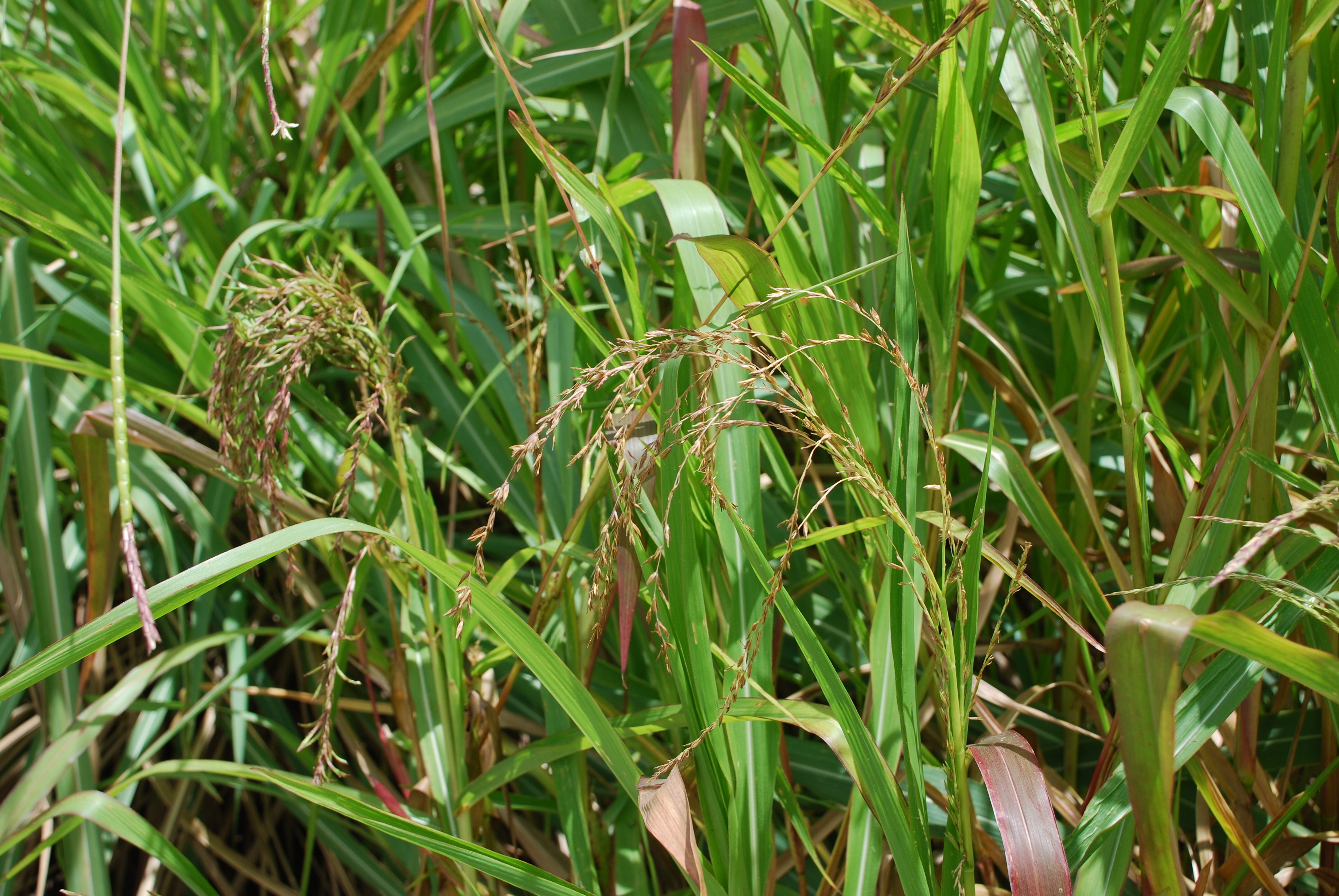
Teosinte. Museo Etnobotánico de Oaxaca, México.

El maíz sigue siendo un importante organismo modelo para la genética y la biología del desarrollo, siendo la cepa B73 la primera en ser secuenciada y la más empleada con usos genéticos hasta la actualidad.
Hay un centro concentrador de mutaciones de maíz, el Centro de Stock de Cooperación Genética de Maíz, con fondos del Departamento de Agricultura de los Estados Unidos, localizado en el Departamento de Ciencias de Cultivos, en la Universidad de Illinois en Urbana-Champaign. Tiene una colección de cerca de ochenta mil muestras. El núcleo de esa colección consiste en varios centenares de genes nombrados, más combinaciones adicionales de genes y otras variantes significativas. Hay cerca de mil aberraciones cromo somáticas (p. ej., translocaciones, inversiones) y muestras con números cromosomáticos anormales (e.g., tetraploides). Los datos genéticos descriptores de las muestras de maíz mutantes poseen miríadas de otras informaciones acerca de su genética, y pueden verse en MaizeGDB: database de Genética de Maíz y Genómica.
En 2005, la estadounidense Fundación Nacional para la Ciencia (NSF por sus siglas en inglés, de National Science Foundation), el Departamento de Agricultura USDA, y el Departamento Estatal de Energía (DOE) formaron un consorcio para secuenciar el genoma del maíz. Los datos resultantes de las secuencias de ADN de la cepa B73 de esta especie, fueron depositados inmediatamente en GenBank, un repositorio para datos de secuencias genómicas. El secuenciado del genoma del maíz ha sido considerado dificultoso debido a su gran tamaño y complejos arreglos genéticos. Su genoma tiene 50 000-60 000 genes entre 2500 millones de bases —moléculas que forman la estructura de su ADN— que hacen a sus 10 pares de cromosomas (por comparación, el genoma humano contiene cerca de 2900 millones de bases y 26 000 genes).
El 26 de febrero de 2008 se anunció la obtención de la secuencia completa del genoma del maíz. La única otra planta de cultivo cuyo genoma completo se había conseguido hasta ese momento es el arroz.

#### Número cromosómico
Tiene 10 pares de cromosomas (2n = 20). Su longitud combinada es de 1500 cM. Algunos de sus cromosomas están muy repetidos, en dominios heterocromáticos que producen razas de granos oscuros. Esas «alteraciones» individuales son polimórficas tanto entre razas de maíz como teosinte. Barbara McClintock ha usado esas alteraciones como marcadores para probar su teoría del transposón de «genes saltadores», con la que ganó en 1983 el Premio Nobel en Fisiología o Medicina.

#### Transposones
Hasta un 70% del genoma de maíz está compuesto por transposones o restos de estos, secuencias con un gran papel evolutivo en la especie aportando gran variación genómica y estructural, predominando la presencia de retrotransposones (65% del genoma) sobre los transposones de ADN. Esto la hace un organismo de gran utilidad en el estudio de elementos transponibles frente a otros organismos modelo vegetales como Arabidopsis thaliana que solo presenta un 10% o Oryza sativa (arroz) con aproximadamente un 13% de elementos transponibles.

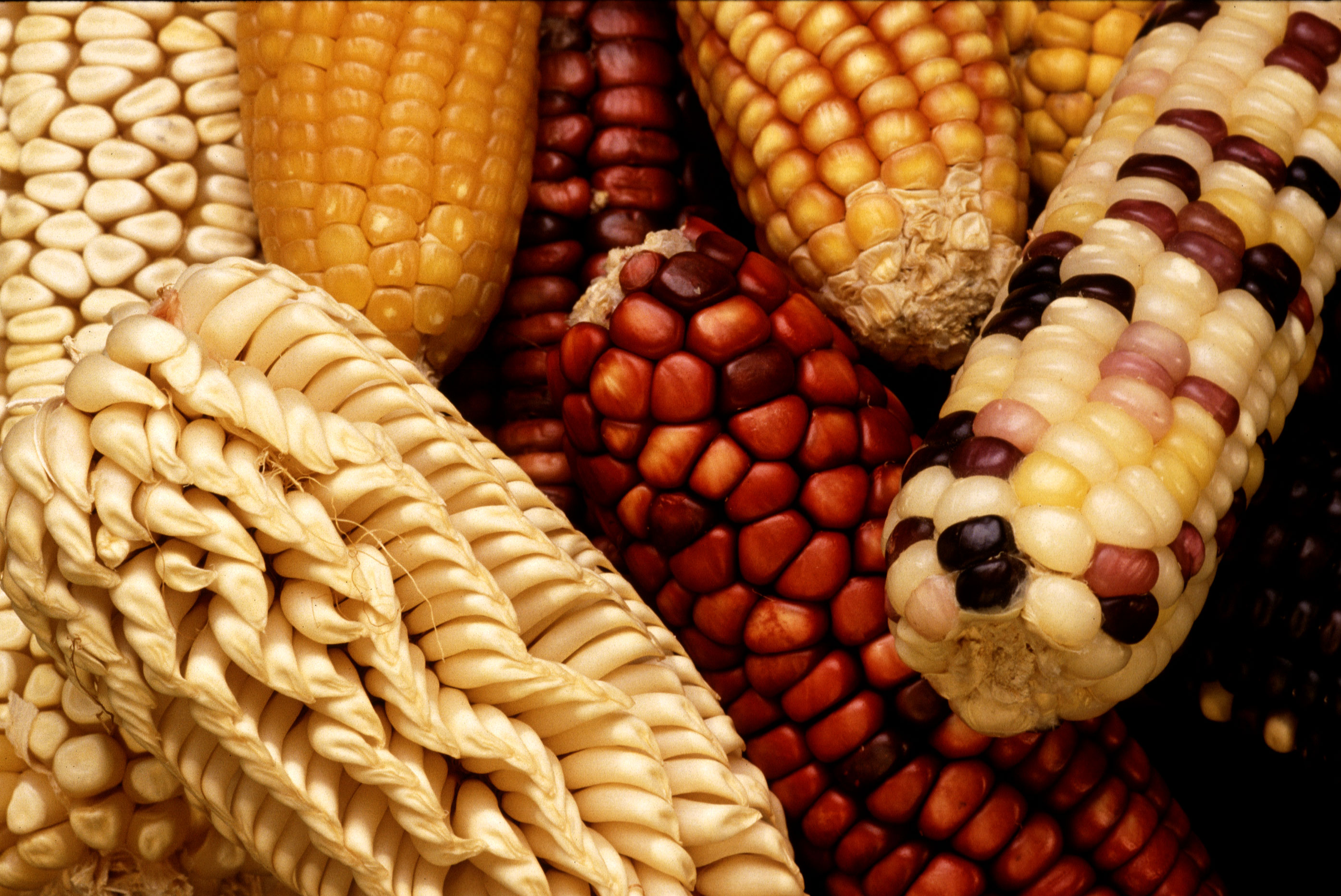
Granos de maíz de distintos colores por la acción de transposones.

En el maíz se baso la validación de la teoría de los "elementos saltarines" por Barbara McClintock gracias a la observación de cambios en los colores de los granos de maíz en una misma mazorca. En este estudio, Barbara denominó a estos “elementos controladores” porque podían modificar la expresión de los genes en los que se insertan. Por ello recibió el Premio Nobel en 1983.
Estudios comparativos recientes entre la cepa modelo y cepas endogámicas cercanas (NAMs) han mostrado que en la actualidad, la eliminación de estos elementos, junto con otras secuencias asociadas, supera las inserciones, resultando en una contracción del genoma del maíz. Este proceso de eliminación está mediado principalmente por la salida por mecanismos propios del transposón, eventos de recombinación homóloga y otras deleciones estructurales que afectan a múltiples TEs adyacentes.
Las familias de transposones activas en este organismo más importantes son CRM2_7577nt (retrotransposón) y DTA_ZM00383 (transposón de ADN).

### Fisiología
Es una planta de noches largas y florece con un cierto número de días grados > 10 °C (50 °F) en el ambiente al cual se adaptó. Esa magnitud de la influencia de las noches largas hace que el número de días que deben pasar antes que florezca está genéticamente prescripto y regulado por el sistema-fitocromo.
La fotoperiodicidad puede ser excéntrica en cultivares tropicales, mientras que los días largos (noches cortas) propios de altas latitudes permiten a las plantas crecer tanto en altura que no tienen suficiente tiempo para producir semillas antes de ser aniquiladas por heladas. Esos atributos, sin embargo, pueden ser muy útiles para usar maíces tropicales en biocarburantes.

## Cultivo

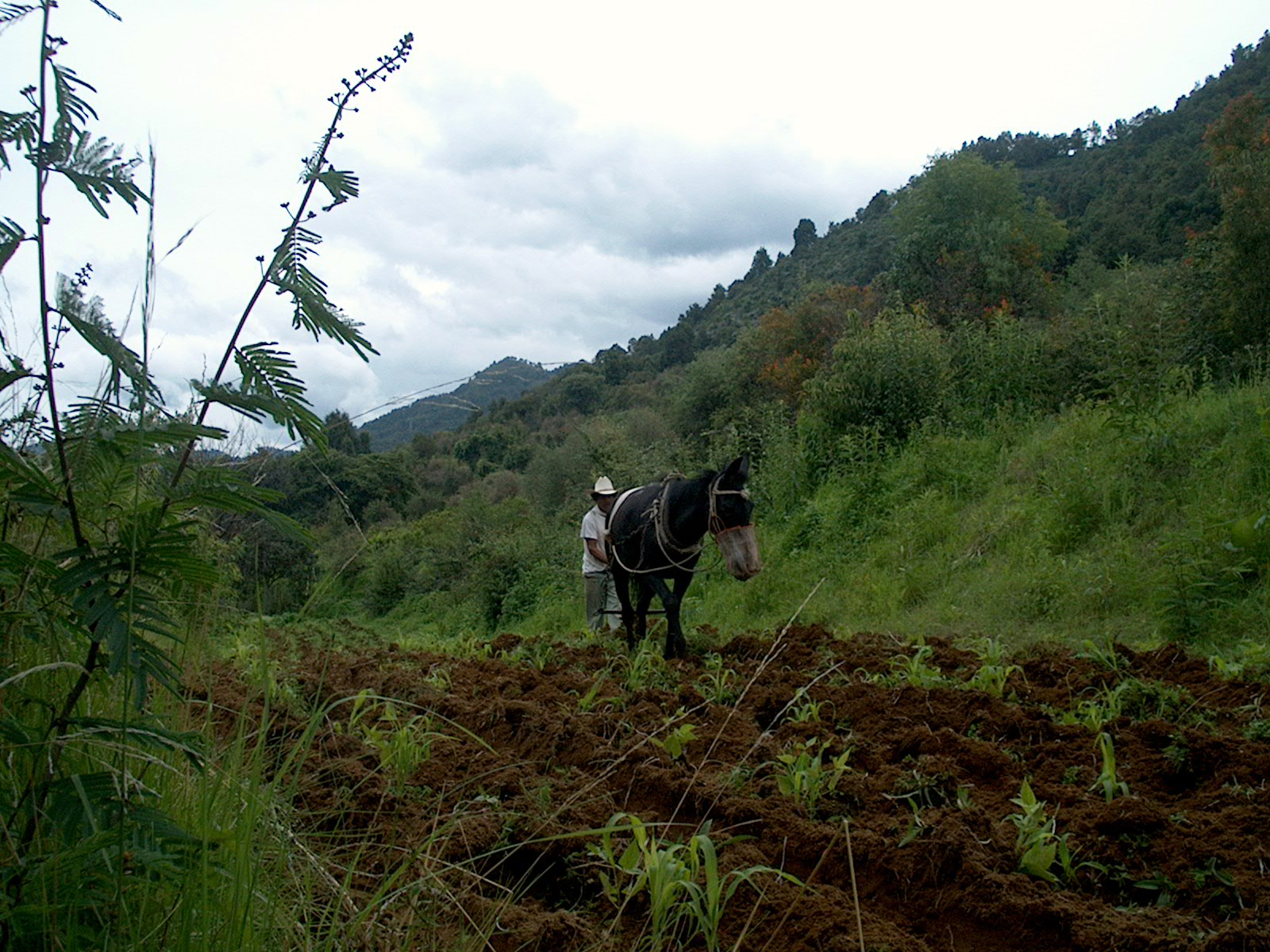
El cultivo tradicional del maíz.

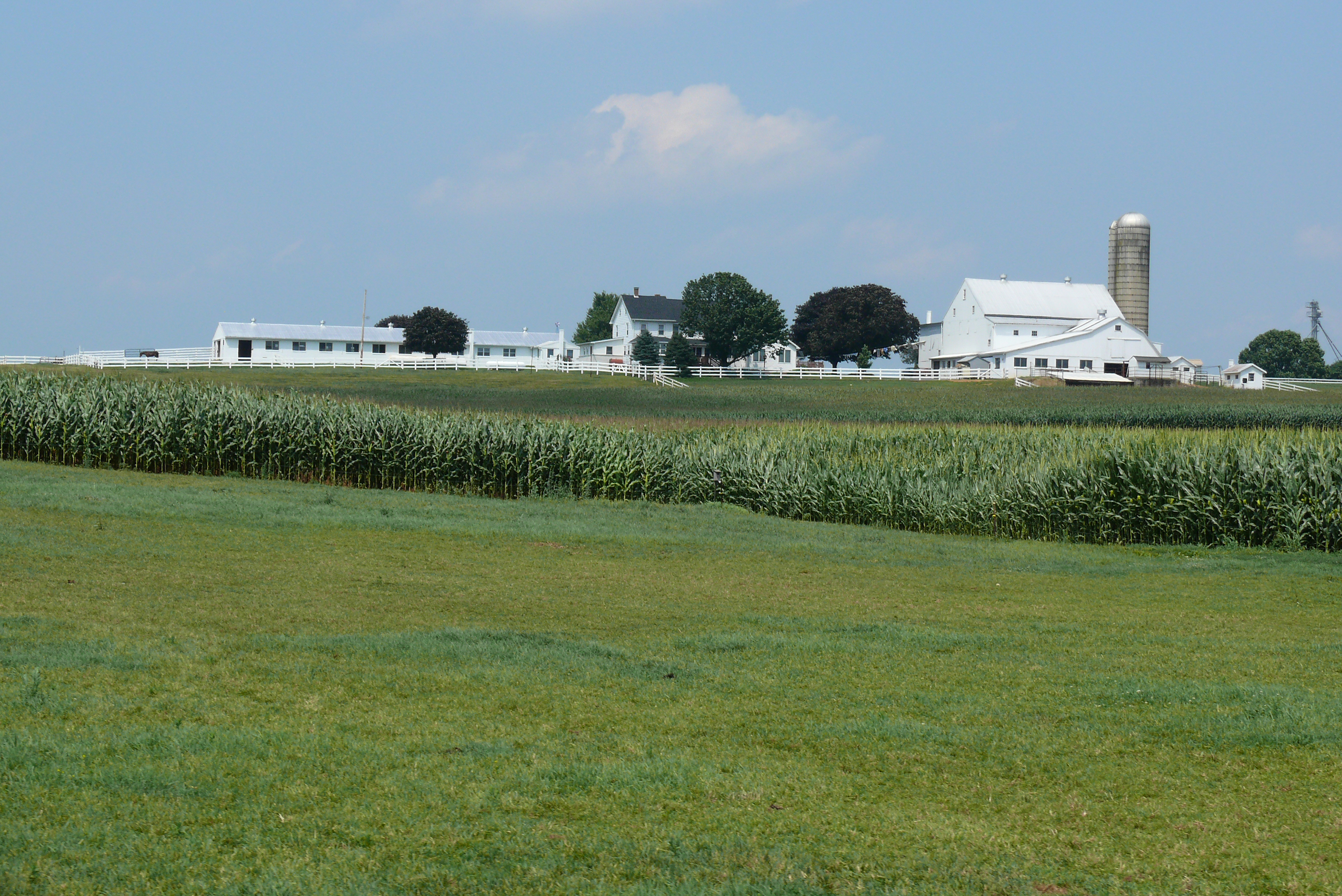
El cultivo sistematizado del maíz.

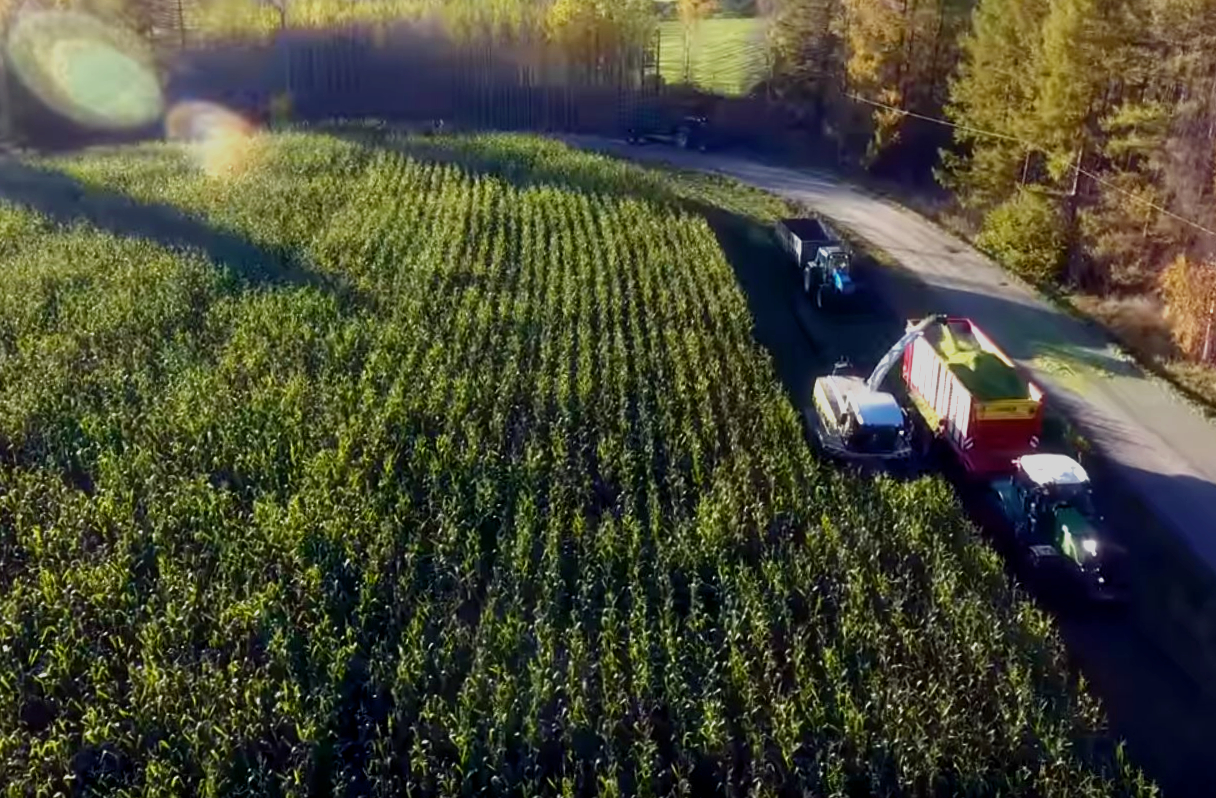
Cosecha de maíz en Rantasalmi, Savonia del Sur, Finlandia.

Actualmente el maíz es sembrado en todos los países de América Latina. Este constituye, con el frijol, calabaza y chile, un alimento fundamental en toda América. La productividad del maíz centro y suramericano es, sin embargo, bastante inferior a la de los Estados Unidos, lo cual está fundamentado en las características ecológicas y sobre todo, climáticas, que diferencian las dos zonas de producción.
El maíz es un cereal de muy rápido crecimiento, pero que necesita una provisión abundante de insolación, mucho mayor en el Corn Belt, donde las noches del verano son muy cortas, que en las zonas equinocciales latinoamericanas. También en los países europeos se cultiva una gran cantidad de maíz con fines alimenticios para el ganado estabulado. Su consumo humano nunca llegó a generalizarse: el refrán a falta de pan, buenas son tortas hace referencia a la situación existente en España durante la Guerra Civil, cuando algunos países latinoamericanos (México, en especial) enviaron grandes cantidades de maíz a la zona republicana para suplir la falta de harina de trigo.
El cultivo se divide en: etapa I de siembra-emergencia, etapa II emergencia-Panoja, etapa III Panoja-Espiga, y etapa IV Espiga-Maduración. La emergencia de la plántula es la aparición de la plántula encima de la superficie del suelo. La siguiente etapa es la emergencia de dos hojas completas; después es la etapa en que se observa la panoja sin ayuda del agricultor. Por último es la etapa en que se observan los estigmas de ocho a diez días después de la etapa III. A los cinco días aproximadamente se observa la emergencia del coleóptilo, después de 12 días se observa la emergencia de la segunda hoja. Después se producirán entre 16 y 22 hojas hasta que a los 55 días se observa la última rama de la panoja, luego a los 60 días se observa la emergencia de los estigmas y se desarrolla la inflorescencia femenina. El ciclo del maíz dura entre 215 y 270 días. El desarrollo vegetativo dura aproximadamente 60 días mientras que para llegar a la floración son otros 60 días.

### Sistemas de producción
El maíz es un cultivo estival que se siembra en ambos hemisferios. En el Hemisferio Sur la ventana de siembra va desde septiembre hasta enero y se cosecha entre marzo y agosto, esto depende del periodo de lluvias y el momento en que comienzan las heladas, de cada región. En el Hemisferio Norte se siembra en abril, mayo y se cosecha en septiembre u octubre.

#### Maíz híbrido
El maíz se siembra con semillas híbridas comercializadas por semilleros. Dicha semilla al ser híbrida posee genes y cualidades únicas al ser producto de la fecundación de una planta macho y una planta hembra de maíz. A la cosecha de un cultivo de maíz originario de semillas híbridas no se puede volver a usar sus semillas para sembrar porque no va a tener las mismas cualidades. Esto genera que todos los años se deban comprar semillas para sembrar.

#### La milpa
Se constituye como un agroecosistema de cultivos popular entre los campesinos, en donde se siembran de manera alternada maíz, frijol, calabaza y algunas veces chile lo cual crea una dinámica de cultivos. La milpa es un legado cultural de los pobladores mesoamericanos que fue relegada por los sistemas organizados de producción impulsados por la revolución verde.

#### Modelo de producción convencional
Las fechas de siembra son en agosto o septiembre en el hemisferio sur. Al sembrar en siembra directa se deben implantar 60 000 a 70 000 semillas por hectárea. Los surcos se ubican a 52 cm o a 70 cm.
En la siembra también se fertiliza el terreno con fosfato diamónico, el cual aporta fósforo y nitrógeno. El fósforo es un nutriente que numerosos cultivos necesitan al momento de la emergencia, por ello se llama a este tipo de fertilizantes «arrancadores».
Cuando el maíz llega a una altura de 15 a 20 cm y 2 a 3 hojas se fertiliza nuevamente con urea granulada o UAN. La urea granulada es el fertilizante que mayor contenido de nitrógeno aporta a la tierra. En la Argentina es producida únicamente en Bahía Blanca por la empresa Profertil. En el caso de la UAN (acrónimo en inglés que significa Urea Amonium Nitrato) es un fertilizante líquido. Se fertiliza en dicho momento porque la planta se encuentra en su punto óptimo para aprovechar el fertilizante.
Dentro de los sistemas de producción existen dos vertientes: el de secano o de temporal y de riego. El sistema de temporal consiste en sembrar la semilla en épocas específicas del año, es decir, en época de lluvias; el agricultor debe adaptarse acondiciones climáticas para obtener beneficios. Por otra parte, dentro del sistema de riego, el agricultor podrá cultivar cuando él considere conveniente, ya que a diferencia del sistema de cultivo de temporal, este cuenta con un terreno que se encuentra situado cerca de un abastecimiento de agua y por lo general este puede ser controlado por el hombre.

## Nutrición e higiene

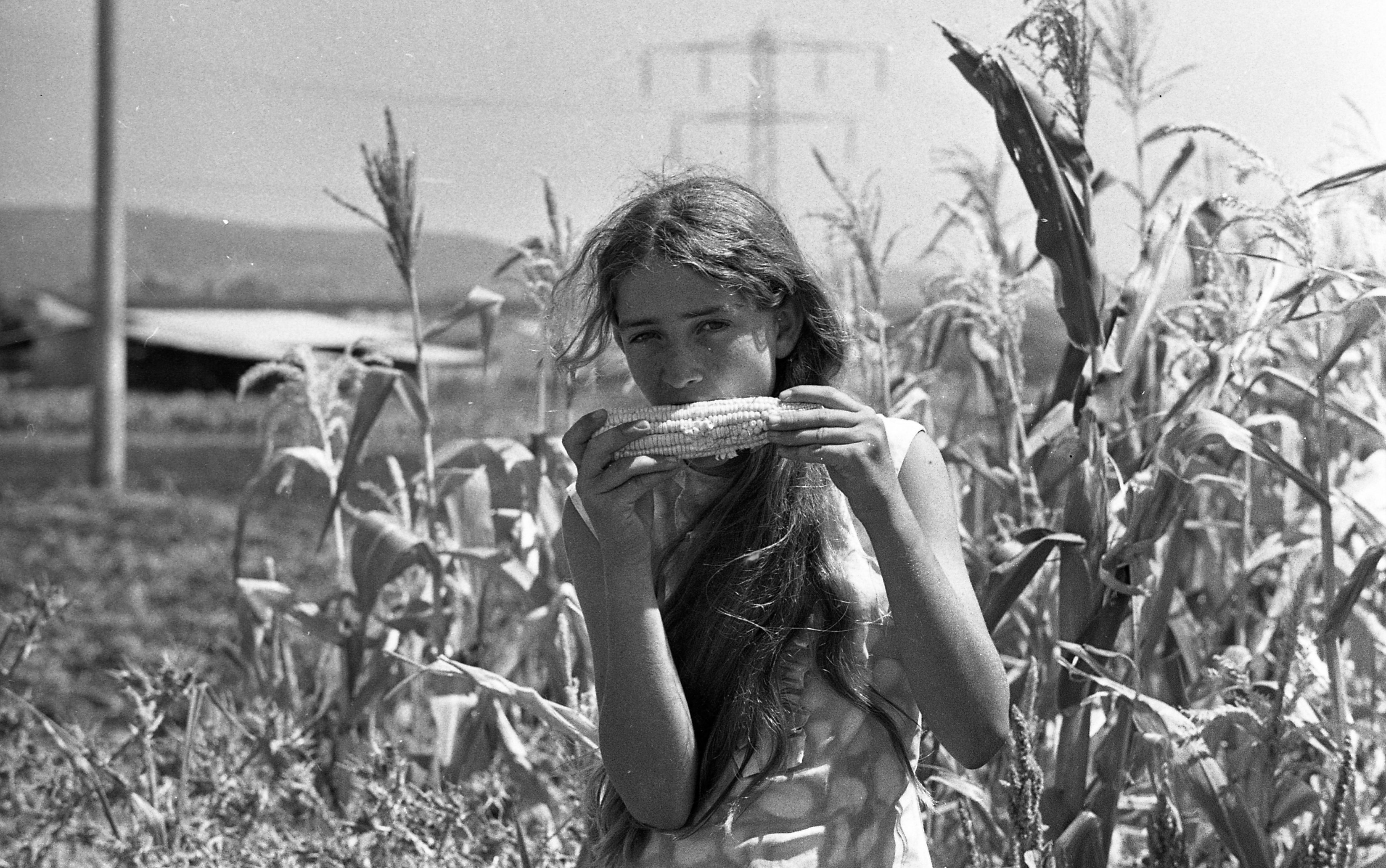
Niña comiendo maíz, Israel 1969.

En 2007, científicos del Centro de Desarrollo de Productos Bióticos del Instituto Politécnico Nacional de México han descubierto que la variedad, llamada por el color de sus granos maíz morado o azul, tiene menos almidón y menos índice glucémico (IG) que las variedades de consumo más frecuente en tal fecha; el menor índice de almidón puede hacer al maíz azul poco adecuado para la preparación de platos como el locro e incluso la polenta, sin embargo parece resultar excelente para tortillas, copos y palomitas de maíz ya que aporta menos calorías lo que le hace ideal para dietas de adelgazar o para prevenir los efectos de la diabetes, por otra parte este maíz azul tiene tal color por la presencia de antocianinas (compuestos que también se encuentran en las frutas azules y moradas o en el vino tinto), las antocianinas se consideran como antioxidantes.
Si bien el maíz es un alimento muy rico en nutrientes (al punto que era considerado el alimento vegetal principal entre los quechuas y tiene señalada participación en la mitología mesoamericana —c.fr.: el Popol Vuh—), su consumo como único alimento, puede traer graves trastornos de salud: ciertas formas de anemia y, si el maíz no se consume nixtamalizado (como se acostumbra hacerlo en el continente americano desde hace miles de años), sobre todo la pelagra. Véanse, en la página sobre la harina, algunas notas bibliográficas respecto a nixtamalización.
También (como en otros alimentos) debe existir la precaución de evitar contaminaciones con hongos parásitos, ya que las micotoxinas afectan la salud humana.

## Consumo alimentario
El uso principal del maíz es alimentario. Puede consumirse cocido entero o desgranado, como ingrediente en ensaladas, sopas y otras preparaciones. La harina de maíz, base de diversas recetas como la polenta, puede cocinarse sola o emplearse como componente de otros platos. El aceite de maíz es uno de los más accesibles económicamente y se utiliza frecuentemente en la fritura de alimentos. 
En muchas culturas de América Latina, los productos elaborados a partir de masa de maíz desempeñan una función alimentaria análoga al del pan de trigo en otras tradiciones culinarias.
Según datos del Centro Internacional de Mejoramiento de Maíz y Trigo (CIMMYT), países como México, Guatemala, Sudáfrica, Zimbabue, Zambia, Lesoto y Malaui presentaron los niveles más altos de consumo per cápita de maíz a nivel mundial en el 2000.

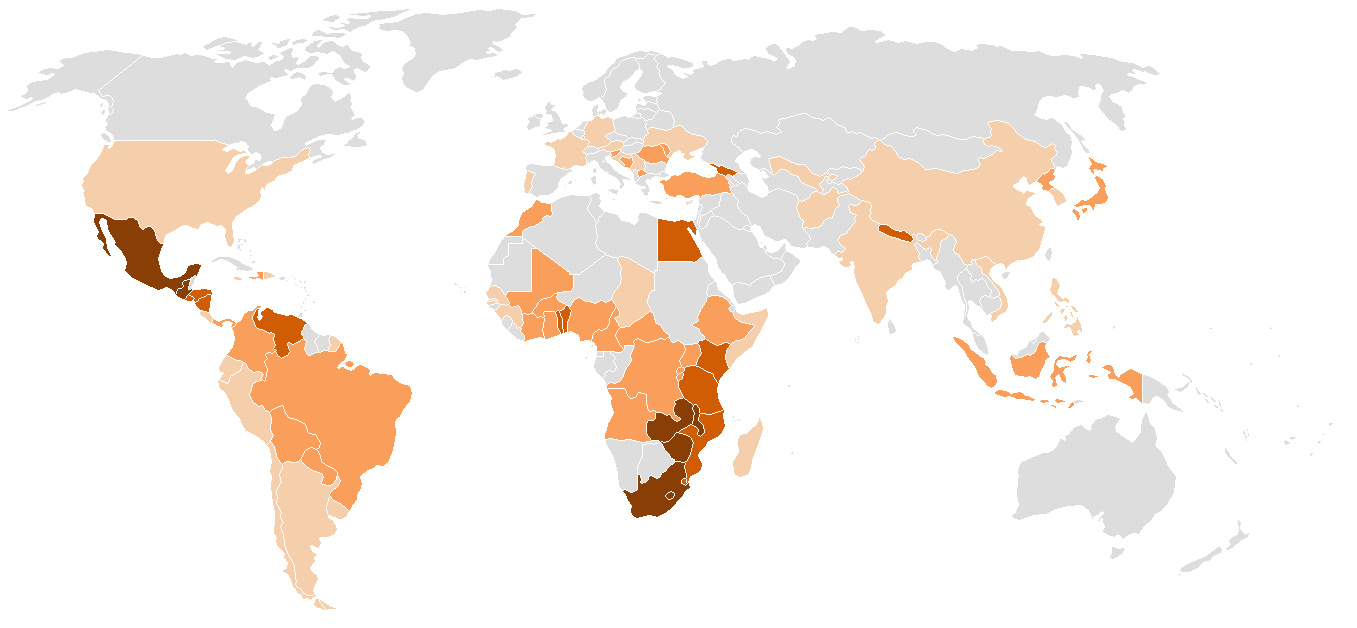
Tasa de consumo per cápita de maíz (kg por persona al año):
██ superior a 100.
██ entre 50 y 99.
██ entre 20 y 49.
██ entre 6 y 19.
██ 5 o menos.

En México, el maíz ocupa un lugar central en la dieta, una característica que se remonta a las culturas precolombinas, donde constituía, junto con el cacao, el chile y la calabaza, uno de los pilares fundamentales de la alimentación.
En numerosos países latinoamericanos, el maíz continúa siendo un alimento fundamental, presente en múltiples preparaciones tradicionales que reflejan la diversidad cultural y gastronómica del continente.
En algunas regiones de Colombia, especialmente en la región paisa, el maíz forma parte esencial de la dieta cotidiana y se incorpora en diversas preparaciones tradicionales.

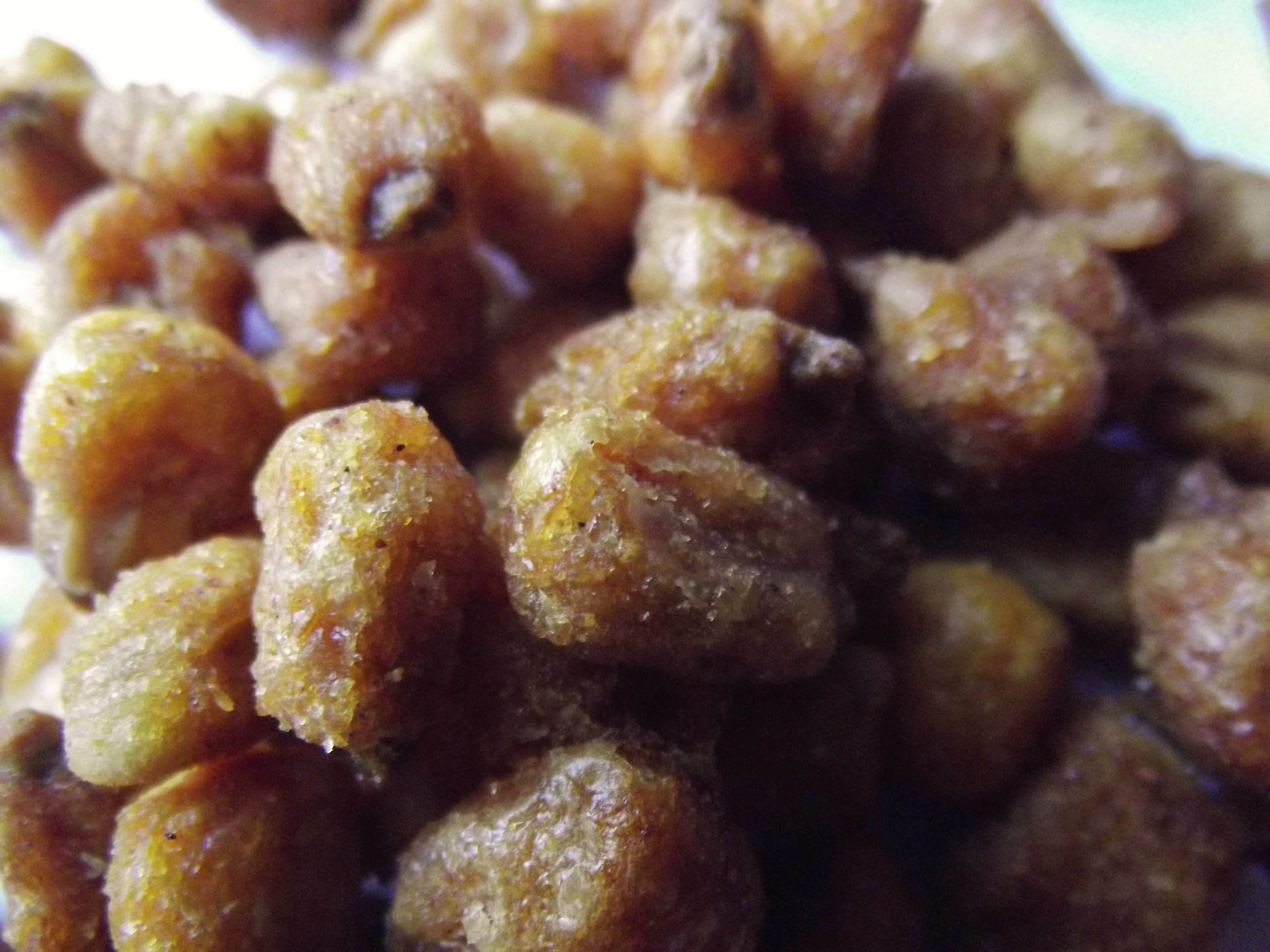
Los granos de maíz frito (o tostado) salado son conocidos en España por los nombres de «kikos» o «pepes».

El maíz procesado también se emplea en la elaboración de productos industriales destinados al consumo inmediato, como aperitivos fritos o tostados y cereales para el desayuno.
El maíz también es empleado como base en la preparación de bebidas tradicionales en América Latina, tanto fermentadas como no fermentadas.

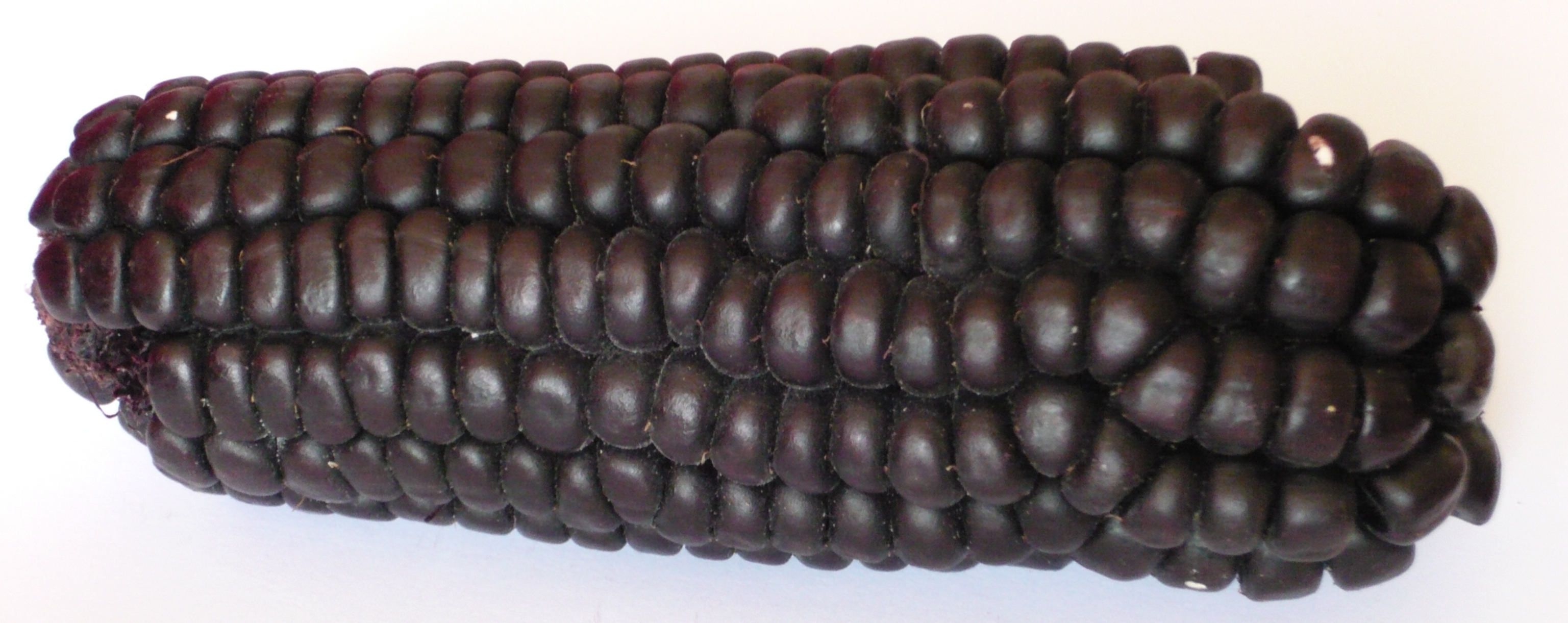
Maíz morado.

Entre las numerosas variedades de maíz cultivadas en América Latina, algunas presentan pigmentaciones particulares —como el maíz morado andino— que también se aprovechan en la elaboración de bebidas tradicionales.
La calidad del aceite de maíz varía según la variedad utilizada y las condiciones de cultivo, especialmente la temperatura, que influye en el contenido de ácidos grasos insaturados. En México, donde se reconocen unas 600 variedades, las de mejor calidad suelen proceder de regiones frías.
El desarrollo industrial del maíz incluyó la elaboración de cereales procesados para el desayuno, iniciada en el siglo XIX con productos a base de maíz y otros granos, que posteriormente dieron origen a las hojuelas comercializadas mundialmente.
En algunas regiones fuera del continente americano, como las Islas Canarias, el maíz también ha sido incorporado en la alimentación cotidiana, tanto en forma de harinas como de masas, empleadas en preparaciones tradicionales locales.
En numerosos países de América Central, el maíz constituye un alimento básico que se consume en diversas formas, tanto como ingrediente principal como en bebidas tradicionales.
El maíz puede someterse a distintos procesos físicos, como el inflado mediante calor, para obtener productos de consumo inmediato que varían en nombre y presentación según la región.

### Valor nutricional
La composición química del grano de maíz varía según el genotipo, las condiciones ambientales y las prácticas de cultivo. En promedio, contiene cerca de un 10 % de proteínas, de las cuales más del 60 % son prolaminas (zeínas).
Estas proteínas presentan bajo contenido de aminoácidos esenciales como la lisina, el triptófano y la isoleucina, lo que limita su valor biológico y su aprovechamiento nutricional. Esta deficiencia ha llevado al desarrollo de variedades mejoradas mediante programas de fitomejoramiento, orientados a elevar su calidad nutricional.
En 2007, investigadores del Centro de Desarrollo de Productos Bióticos del Instituto Politécnico Nacional de México identificaron que el maíz azul —variedad denominada así por el color de sus granos— contiene menos almidón y presenta un índice glucémico (IG) más bajo que otras variedades comunes hasta entonces. Aunque su bajo contenido de almidón lo hace menos adecuado para preparaciones como el locro o la polenta, se considera apto para elaborar tortillas, copos de maíz y palomitas de maíz, ya que aporta menos calorías y puede contribuir a dietas destinadas a la prevención de enfermedades como la diabetes. El color azul se debe a la presencia de antocianinas, compuestos antioxidantes también presentes en frutas azules y moradas, así como en el vino tinto.

#### Similitud con las proteínas del trigo y presencia en la dieta sin gluten
El maíz es uno de los cereales más utilizados en la dieta sin gluten, como sustituto de los cereales que contienen gluten.
Sin embargo, las prolaminas del maíz —zeínas— presentan similitudes estructurales con las gliadinas del trigo, lo que puede inducir respuestas inmunitarias en ciertos individuos celíacos.
Aunque los alimentos elaborados con maíz contienen una proporción significativamente menor de zeínas en comparación con el contenido de gliadinas en productos con trigo, se ha observado que en un subgrupo reducido de personas con enfermedad celíaca el consumo de maíz puede estar asociado con la persistencia del daño en la mucosa intestinal. Esta reacción se debe a que las respuestas inmunitarias —tanto del sistema innato como del sistema adaptativo— frente a las zeínas son similares a las provocadas por las gliadinas.
En consecuencia, las zeínas podrían considerarse perjudiciales para una minoría de pacientes celíacos, especialmente aquellos que no presentan mejoría clínica tras adoptar una dieta libre de gluten.
La posibilidad de que las zeínas contribuyan a la patogénesis de la enfermedad celíaca reviste interés clínico para el seguimiento de pacientes que no mejoran con una dieta convencional sin gluten. Se estima que entre el 10 y el 18 % de estos casos corresponde a formas refractarias de la enfermedad, caracterizadas por mayor gravedad, tendencia a desarrollar procesos malignos y pronóstico menos favorable, con posibles complicaciones asociadas como malabsorción, osteoporosis y otras enfermedades autoinmunes.
En algunos de estos casos, la exclusión del maíz de la alimentación ha permitido recuperar el estado clínico, con desaparición de los síntomas y restauración de la mucosa intestinal.

## Gastronomía

### Argentina
Es importante en la gastronomía de Argentina, especialmente en la región del noroeste y Cuyo. Algunos de los platos tradicionales elaborados con maíz son el locro, la humita, el tamal y la polenta.

### Bolivia
El maíz es ampliamente utilizado en la gastronomía boliviana. Las diferentes razas se utilizan en varios platillos. Para realizar el api comúnmente se utiliza las razas «Kulli», «Morochillo», las cuales se destacan por tener una coloración morada. En cuanto a la chicha, las razas de maíz más utilizadas son «Hualtaco», «Morocho 8 Hileras», «Kellu», «Huillcaparu», «Ayzuma», «Morocho Grande», «Chuspillo», «Colorado» entre otras. Comúnmente, platos típicos como el plato paceño y la picana llevan una mazorca de maíz de las razas «Hualtaco», «Aperlado» o «Blanco». Otros platillos consumidos ampliamente en el territorio boliviano son la huminta y el tamal, hechos principalmente con las razas de maíz «Hualtaco», «Blando Cruceño» y «Bayo».
Por otro lado algunos aperitivo como la pasankalla solo es realizada con una raza específica de maíz «Pisankalla», mientras que otros platillos como la lagua puede ser elaborada a partir de más de diez razas de maíz. Todas estas preparaciones gastronómicas resaltan la importancia de la diversidad de maíz en Bolivia.

### Chile
Es menos común el uso del maíz en la gastronomía chilena que en el resto de los países de América. Sin embargo, se pueden preparar platos como las humitas y junto con los porotos para preparar porotos granados con mazamorra y con pilco, también es un ingrediente de la Cazuela. También se usa en el pastel de choclo. Incluso, puede formar parte de algunos completos.

### Colombia
Se preparan arepas, arepa de choclo, bollos, chuzos desgranados, pan, empanadas, tortas, envueltos, crispetas, buñuelos de maíz, natilla, chicha, sopas (tales como el sancocho y el mute santandereano), tamales, ayacas, locro y bebidas como la mazamorra paisa, la mazamorra costeña, el peto, el cuchuco, el champús, el masato y el chicheme. También se come la mazorca tierna hervida, que puede ser posteriormente asada, sola o con mantequilla y sal. Con la harina de maíz seco obtenida industrialmente se preparan arepas, bollos, tamales, ayacas y empanadas, entre otros.
Los granos de maíz tierno encurtido se usan como ingrediente de arroces y ensaladas.

### Costa Rica
Es un producto importante en la cocina de Costa Rica, especialmente en la provincia de Guanacaste, aunque su consumo es ocasional en todo el país manifestado en platos como las tortillas, empanadas, tamal navideño, pozol, pan de elote, polenta, elotes con mantequilla, tamal asado, chorreadas, palomitas, mazamorra, crema de elote y diversas reposterías; o ingrediente de la olla de carne, arroces, picadillos, albóndigas, ensaladas y atoles, por lo que se le ha declarado patrimonio cultural y natural costarricense. Incluso, en algunas regiones o como una práctica ancestral, sobreviven bebidas hechas con este grano como pinoles, chichas y chicheme.
En Guanacaste este producto es el principal pilar gastronómico, fruto de una fuerte dieta de herencia mesoamericana, con platillos autóctonos de la región que constituyen un acervo culinario diferenciado: cosposas, picadillo de chilote, pequerreques, tanelas, buñuelos, tamales y atoles de todo tipo.

### Ecuador
Es utilizado en muchas preparaciones tradicionales. El maíz (maduro, tierno o en harina) es ingrediente principal en recetas como tamal, humita, quimbolito, chigüil, choclo, tostado, mote, mote pillo, mote sucio, mote pata, tortillas de maíz, tortillas de choclo, chicha, bebida de morocho, colada morada, champús, rosero, delicados, buñuelos, entre otros.

### El Salvador
Es ampliamente usado en su gastronomía artesanal y sobre todo, en los pueblos donde las raíces indígenas son muy arraigadas. El maíz como ingrediente principal se usa en los platillos típicos como pupusas, riguas, tamales, atoles, tortas de maíz, tortillas, y en muchas de las preparaciones típicas como la sopa de patas, sopa de res y sopa de frijoles. En la capital y muchas otras ciudades de El Salvador el «elote loco» es una preparación muy común dentro de la gastronomía salvadoreña.

### Honduras
El maíz se consume en la mayoría de los hogares hondureños, preparándolo de diversas formas. Las tortillas no puede faltar en el desayuno, almuerzo y cena, también se preparan tamalitos de elote, montucas, riguas, fritas de elote, ticucos, nacatamales, tamalitos de frijoles, tamal de viaje, entre otros. Se preparan deliciosas bebidas: atol de elote, pozol, chilate, pinol, cususa.

### México
Los usos del maíz se pueden clasificar dependiendo de si se usa para su elaboración masa de maíz, maíz fresco llamado elote, o maíz seco.
La masa de maíz se usa para elaborar tortillas, que son a su vez usadas en muchos platillos, como tacos, enchiladas, burritos, chilaquiles, quesadillas, sopa de tortilla, flautas, totopos, tostadas, papadzules y un sinfín de otros platillos. La masa también sirve para elaborar sopes, tlacoyos, huaraches, tamales, gorditas, picaditas, frituras y otros tipos de tortillas como las tlayudas.
También se usa la masa de maíz como ingrediente principal del atole, bebida típica fabricada con masa de maíz y agua o leche, endulzada y con condimentos, especias o frutas.
El maíz fresco, llamado elote, se consume asado o hervido, y con él se fabrican esquites, tlaxcales, sopa de elote y tamales de elote. Además se usa como guarnición y como ingrediente de otros platillos como el arroz en algunas variantes y algunas ensaladas.
La harina de maíz se usa para hacer atole, galletas, pan y pasteles de maíz.
El maíz seco se usa para preparar pozole, pinole y pozol y fermentar el Pox.
En América Latina se acostumbra comer granos de mazorca de maíz cocidos en agua, de los cuales en México se derivan dos platillos diferentes, uno es el de los esquites y otro es el pozole. Dependiendo de la región y el gusto individual, a los esquites se les puede añadir una combinación de ingredientes diversos, entre los que resaltan la sal, limón, chile en polvo, queso rallado, crema y mayonesa. El pozole, por otro lado, es un platillo tradicional al que se le pueden agregar distintos tipos de carnes y se caracteriza por tener un grano de maíz considerablemente más grande que el de los esquites, llamado cacahuazintle (o cacahuacintle), que en náhuatl significa ‘maíz cacao’ (cacawa[tl] + sentli), en referencia al tamaño del grano.

### Nicaragua
Es un elemento primordial de la gastronomía nacional y puede ser encontrado en diversas preparaciones en una gran variedad de comidas. 
Es un producto muy relevante en la dieta de los nicaragüenses; consumido por el 80 por ciento de la población en forma de tortilla y representando cerca del 29 por ciento de la energía dietética de un nicaragüense.
Dentro de la diversidad de alimentos derivados del maíz se encuentran los siguientes: tamal, atol, güirila (una especie de tortilla a base de maíz tierno), tortilla, nacatamal, tamal de masa, tamal pizque, albóndigas, buñuelos, perrerreque, rosquillas, hojaldras, viejitas, pupusas jinoteganas, yoltamal, montuca, yoltasca, palomitas.
De igual manera se derivan de éste bebidas típicas como: pinolillo, pozol, chingue, chicha, cususa, pelo de maíz, café de maíz, tata pinol.
También se cocinan platos típicos que tienen como base el maíz, como indio viejo y sopa de queso, torta de sardina, sopa de albóndiga, pinol de iguana, pinol de venado, pinol de rabo, chanfaina, ajiaco, cabeza de chancho, sopa de maíz, enchiladas, tortuga, marol, picadillos, tacos, lengua fingida, y pebre.
Es tal la cultura de consumo del maíz que uno de los apelativos más utilizados para referirse a los nicaragüenses es «pinolero» (derivado de la bebida tradicional nicaragüense llamada pinolillo) y aparece en canciones populares emblemáticas como «Nicaragua tuya» de Tino López Guerra.
Adicionalmente se la han atribuido al grano propiedades milagrosas, es por ello que es utilizado en muchas fiestas, tanto para celebrar como para curar. El «tibio» por ejemplo (bebida caliente a base de maíz) es recomendado a las mujeres recién alumbradas para que «les baje la leche» y la chicha es la bebida por antonomasia en La Purísima.
Además de eso el maíz tiene en Nicaragua su representante en Xilonem, la «Diosa del Maíz Tierno», la cual es conmemorada con una feria y elecciones de reinas en el municipio de Jalapa, departamento de Nueva Segovia, lugar donde las tierras son muy bondadosas y la producción del grano es una de las más grandes registradas en el país.
En la cultura popular el maíz destaca en una canción nicaragüense en particular llamada «Somos hijos del Maíz» de Luis Enrique Mejía Godoy. Dicha pieza nace en 1980 a raíz del bloqueo económico de los Estados Unidos contra Nicaragua como una campaña para reemplazar al trigo con el maíz. Asimismo buscaba moralizar a la población y recuperar una identidad nacional parcialmente perdida.

### Panamá
El maíz forma parte del 40 % del consumo cotidiano, principalmente en las provincias centrales, se consume en platos como la changa, torrejitas de maíz, serén, el chicheme, tortilla, bollos y en elaboración de bebidas de maíz.

### Paraguay
Es el ingrediente principal para las comidas típicas nacionales: la sopa paraguaya y el chipa guasú.

### Perú
En runa simi (idioma quechua) se le denomina Sara (al grano) y Sara sara (a la mazorca, conjunto de granos). Se emplea ampliamente en diversas preparaciones como kamcha (cancha o maíz tostado), mote (maíz cocinado), aqa (chicha de jora), saralawa (crema de maíz), api (mazamorra de maíz morado), humita (dulce y salada), pastel de choclo (dulce y salado), api con sopaipilla, chicha morada (bebida de maíz), charquicán, locro (loqro), polenta y Mana.

### Uruguay
Es común la harina de maíz para preparar polenta con tuco y darle la costra característica al pan marsellés. La harina de maíz se tuesta para preparar el gofio característico del departamento de Canelones. Los granos de maíz duro se hierven para preparar mazamorra. El maíz dulce o choclo forma parte del puchero, la buseca y varios guisos, desgranado se utiliza como relleno de canelones, sándwiches de miga, tortas saladas y empanadas. Con el almidón se preparan alfajores de maizena. La barba de choclo seca se usa como sustituto del tabaco y la chala se usa como hojilla para el naco o tabaco criollo.

### Venezuela
Juega un importante papel en la gastronomía de Venezuela, ya que de él se obtienen platos tradicionales como arepas, empanadas, cachapas, hallacas, hallaquitas. También se consume la mazorca tierna (jojoto) hervida bien sea sola o untada con mantequilla o margarina. Se preparan dulces como la mazamorra, el majarete, chivato, etc., así como bebidas como el carato (espesa) y la chicha andina (fermentada, no confundir con la chicha criolla). Con la harina de maíz seco, conocida popularmente como harina PAN (aun habiendo otras marcas), se preparan los platillos mencionados (excepto las cachapas que se elaboran con maíz tierno). Cuando esta harina es tostada se obtiene un producto denominado fororo.

### Huitlacoche
Del maíz puede obtenerse una delicadeza gastronómica muy apreciada, principalmente en el centro de México. En el verano, la alta humedad de las parcelas donde se siembra la milpa favorece la aparición de diversas especies de hongos, entre ellos el llamado huitlacoche. Se trata del hongo basidiomiceto denominado Ustilago maydis, que forma protuberancias globosas en varias partes de la planta de maíz, particularmente en el elote. A esta enfermedad en el cultivo de maíz se le conoce comúnmente como carbón del maíz, y en México se le llama huitlacoche o cuitlacoche, términos que provienen de vocablos prehispánicos de la cultura mexica, que significan ‘excremento de cuervo’. También era conocido como popoyotl, que significa ‘maíz quemado’. Las protuberancias están llenas de una masa pulverulenta de esporas de color negro, y cada agalla puede llegar a producir hasta 200 billones de esporas. Estas mazorcas no producirán maíz aprovechable pero, justo antes de que las protuberancias estallen y liberen las esporas, las cortan los campesinos. Con cuchillo se separan los granos tiernos y la masa fungosa que los aprisiona, y se les combina con flores de calabaza o de chilacayote, con cebolla, chile y hojas de epazote picados. Esta mezcla se fríe en aceite o en manteca de cerdo y se envuelven con masa de maíz. Estas quesadillas de huitlacoche se asan en comal y se sirven calientes. El huitlacoche así preparado se consume también en tacos. Este platillo es de temporada y es escaso en algunos lugares, por lo que su precio llega a elevarse, pero todavía puede encontrarse en los mercados públicos aledaños a las zonas de sembradíos de maíz en el centro y sur de México.

### Palomitas de maíz
Las palomitas de maíz, llamadas pochoclo o pororó en otros países, se preparan con una variedad especial de maíz: el Zea mays everta, cuyos granos explotan al calentarse porque tienen una cáscara dura que sella la humedad dentro, así como un relleno almidonado. Al calentarse, la presión del centro se acumula hasta romper violentamente la cáscara. Eran un alimento típico de los nativos amerindios y fueron una novedad para los primeros exploradores del Nuevo Mundo.

#### Formas de preparación
En el siglo XVI
Los indígenas preparaban las palomitas de maíz de tres formas, la primera consistía en ensartar una mazorca de maíz en un palo y tostarla sobre el fuego, recogiendo los granos que explotaban y se desprendían de ella. La segunda consistía en separar los granos de la mazorca y arrojarlos directamente al fuego, comiendo los que explotaban. El último y más complicado consistía en calentar una vasija de arcilla poco profunda, que contenía arena de grano grueso, y cuando la arena alcanzaba una elevada temperatura, se colocaban sobre ella los granos de maíz desgranados de la mazorca, que al cocerse estallaban en la superficie.
En la actualidad
El primer aparato eléctrico para hacer palomitas de maíz en Estados Unidos apareció en las tiendas en el año 1907, pero fue en el año 1947 cuando ya se vendía este alimento en el 85 por ciento de las salas de espectáculos.[cita requerida]

## Maíz transgénico

### Debate sobre el uso de los maíces transgénicos
En épocas recientes se ha suscitado un enorme debate público sobre la utilización de Organismos Genéticamente Modificados (OGM). El caso más mencionado lo estimuló el investigador mexicano-estadounidense Ignacio Chapela al publicar un artículo en la renombrada revista Nature alertando sobre el peligro de la contaminación de maíces criollos mexicanos por polinización cruzada con otros maíces transgénicos; en su momento expuso el peligro que esto representa para la seguridad alimentaria del llamado centro de origen del maíz.

### Maíz RR o resistente a glifosato
En varios países (Argentina, Brasil, Uruguay, Estados Unidos y otros) se comercializan variedades de semilla de maíz resistentes al herbicida glifosato. Esto ha permitido combatir malezas que compiten fuertemente con el desarrollo del maíz como el sorgo de Alepo.

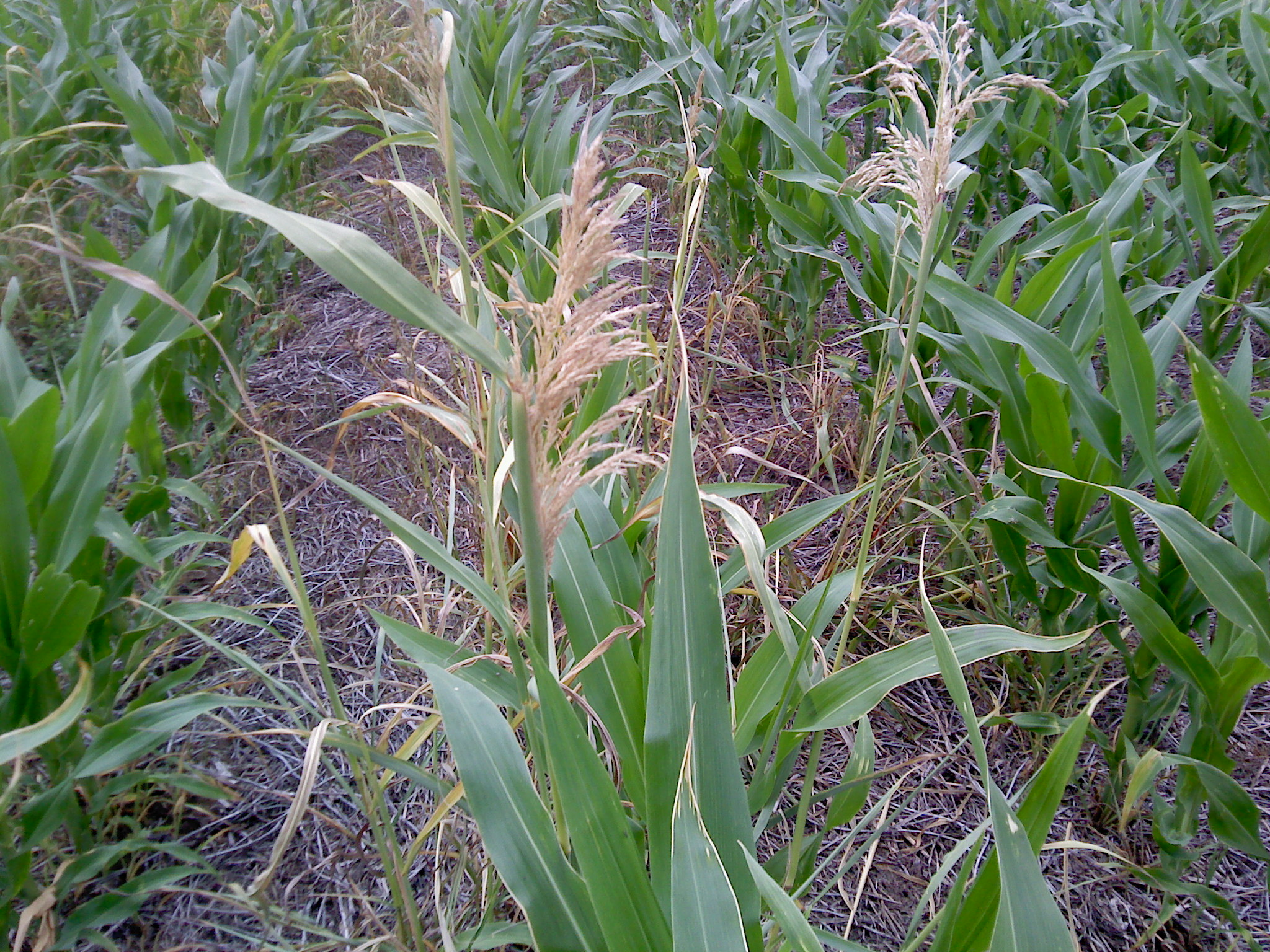
Cultivo de Maíz RR. Se observa un lote fumigado con glifosato y la presencia de la maleza sorgo de Alepo, la cual está seca por efecto del herbicida. El maíz se encuentra en excelentes condiciones.

La semilla utilizada para sembrar el maíz ha sufrido numerosos cambios e innovaciones en las últimas décadas. Compañías como Monsanto, Syngenta, Dow Chemical y otras han invertido y desarrollado variedades de maíz con diversas cualidades como resistencia a plagas o resistencia al herbicida glifosato.

## Otros usos

### Usos culturales
La hoja seca del maíz (llamada totomoxtle) sirve como fibra para tejidos, de los cuales se producen canastas, sombreros, bolsas y tapetes. También los artesanos producen flores artificiales, coronas, muñecos con la hoja de maíz pintada a mano. La misma hoja seca se puede incluir en la materia seca del compost, o bien como papel para fumar.
Los olotes, o mazorcas desgranadas de maíz, se usan con fines decorativos y para realizar artesanías.
La hoja del maíz también se usa como envoltorio para preparar humitas y tamales. Las hojas se usan frescas o secas, dependiendo del tipo humita (dulce o salada) y tamal.

### Biomaterial
Tiene usos como biocombustible, ya que a partir los restos de alcohol anhidro que, mezclado con gasolina, se emplea como carburante. Por otra parte, el maíz contiene un biocarburante derivado del bioetanol es el ETBE (etil-ter-butil-éter), caracterizado por mezclarse fácilmente con la gasolina, se le añade a esta para aumentar el índice de octano, evitando así la adición de sales orgánicas de plomo. El alcohol de maíz tiene un menor impacto ambiental y reduce el CO2 emitido en un 75% respecto a la nafta.
Cuando la zeína o proteína del maíz se combina con algún plastificante y esta se encuentra en las condiciones adecuadas, puede formar polímeros como películas comestibles, películas fotográficas, microesferas y gomas de mascar.
A principios de 2003 la empresa DuPont presentó el primer polímero conseguido a partir del maíz; este bioplástico se comercializa como Sorona® y con él se pretende sustituir al petróleo como fuente de polímeros por un recurso renovable para la fabricación de fibras textiles.

## Estadísticas económicas

### Producción
| Principales productores de maíz - 2018 (en toneladas producidas) | Principales productores de maíz - 2018 (en toneladas producidas) |
| ---------------------------------------------------------------- | ---------------------------------------------------------------- |
| Estados Unidos                                                   | 392 450 840                                                      |
| China                                                            | 257 173 900                                                      |
| Brasil                                                           | 82 288 298                                                       |
| Argentina                                                        | 43 462 323                                                       |
| Ucrania                                                          | 35 801 050                                                       |
| India                                                            | 30 253 938                                                       |
| Indonesia                                                        | 27 820 000                                                       |
| México                                                           | 27 169 977                                                       |
| Rumania                                                          | 18 663 939                                                       |
| Canadá                                                           | 13 884 800                                                       |
| Total mundial                                                    | 1.147 621 934                                                    |

La producción mundial de estas semillas alcanzó los 883 millones de toneladas en el año 2011 y prácticamente lo mismo el año anterior. Comparando con los 704 millones de toneladas de trigo o los 723 millones de arroz, se comprende la importancia básica a nivel mundial del maíz, no solo económicamente sino a todos los niveles. Estos datos pueden consultarse en las estadísticas de la FAO (Food and Agricultural Organization, una división de la ONU).
Sin embargo, hay que considerar que el consumo humano en todo el mundo es bastante inferior al del trigo, no por su calidad como cereal sino porque el maíz es un alimento fundamental de los animales, especialmente, porcinos, y también es básico en la producción de aceite comestible y hasta etanol. De hecho, el llamado Corn Belt en los Estados Unidos es la región de producción de carne más importante del mundo, conjuntamente con el sureste del Brasil, cuya ganadería de cerdo es la más importante del mundo por el valor de su exportación y está fundamentada en la rica producción de maíz brasileña, como alimento para el ganado. Se estima que por cada kilo de carne producido se necesitan 7 kg de maíz para alimentar al ganado.
Estados Unidos es el mayor productor con el 30 % de la producción total mundial, seguidos por China con más del 20 %. La productividad puede ser significativamente superior en ciertas regiones del mundo, así en 2009 el rendimiento en Iowa fue de 11 614 kg/ha. Así también en 2002 el potencial genético de rendimiento se sigue incrementando como en los últimos 35 años.

## Heráldica

Escudo de Colombia
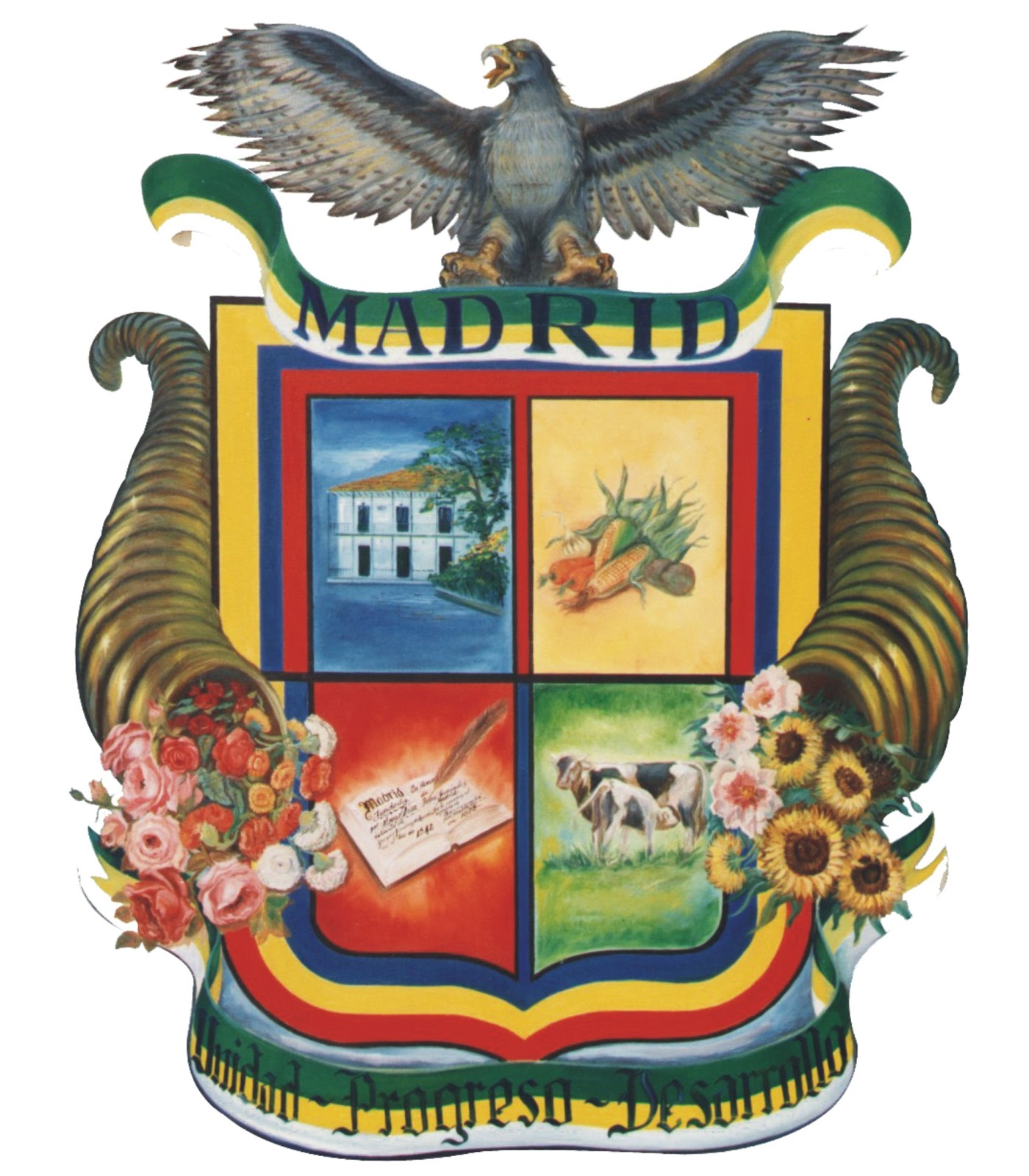
Escudo del municipio de Madrid (Colombia)
Escudo del Municipio de Chiquinquirá, Colombia
Escudo del Municipio de Sonsón, Colombia
Escudo del Estado de Morelos, México
Escudo del Estado de Nayarit, México
Escudo del Estado de Sucre, Ecuador
Escudo del Departamento de La Libertad, Perú